# Oktober 2016
Portal Geschichte | Portal Biografien | Aktuelle Ereignisse | Jahreskalender | Tagesartikel

◄ |
20. Jahrhundert |
21. Jahrhundert

◄ |
1980er |
1990er |
2000er |
2010er
| 2020er | 2030er | 2040er

◄ |
2012 |
2013 |
2014 |
2015 |
2016
| 2017 | 2018 | 2019 | 2020 | ►

◄ |
Juli 2016 |
August 2016 |
September 2016 |
Oktober 2016 |
November 2016 |
Dezember 2016 |
Januar 2017 |
►
Dieser Artikel behandelt tagesbezogene Nachrichten und Ereignisse im Oktober 2016.

## Tagesgeschehen

### Samstag, 1. Oktober 2016
- Aleppo/Syrien: Syrische und russische Kampfflugzeuge bombardieren ein Feldlazarett im Rebellenbezirk Sachur im Ostteil von Aleppo. Dabei wird eine Person getötet. Der französische Außenminister Jean-Marc Ayrault verlangt in einer Sitzung des UN-Sicherheitsrats, „die Schuldigen zur Rechenschaft zu ziehen“.[1][2]
- Dresden/Deutschland: Beginn der dreitägigen Feierlichkeiten zum 26. Jahrestag der Deutschen Einheit.[3]
- Mainz/Deutschland: Das gebührenfinanzierte Medienangebot funk geht online. Das Gemeinschaftsprojekt von ARD und ZDF läuft unter der Eigenbezeichnung Content-Netzwerk und wendet sich vorrangig an 14- bis 29-Jährige.[4]
- Madrid/Spanien: Der Parteichef der Sozialisten tritt zurück. Pedro Sánchez Pérez-Castejón reagiert damit auf Kritik in seiner Partei, der zufolge seine Blockadehaltung während der Regierungsbildung dem Land mehr Schaden als Nutzen bringe.[5]
- Washington/Vereinigte Staaten: Nach dem Beschluss des Internationalen Währungsfonds (IWF) vom 30. November 2015 wird die chinesische Währung Renminbi (Yuan) offiziell zur fünften globalen Leitwährung neben US-Dollar, Euro, Britischem Pfund und Yen. Mit diesem Status kann er im weltweiten Handel und Finanzsystem häufiger angewendet werden.[6][7]
- Wolfsburg/Deutschland: Im Abgasskandal bei VW-Dieselfahrzeugen einigt sich Volkswagen mit 652 Vertragshändlern in den USA auf eine Entschädigung von 1,2 Milliarden US-Dollar.[8]
- Vélez-Málaga/Spanien: Bei einer Gasexplosion im Café La Bohemia werden während des Volksfestes Feria de San Miguel mindestens 90 Menschen verletzt.[9]

### Sonntag, 2. Oktober 2016

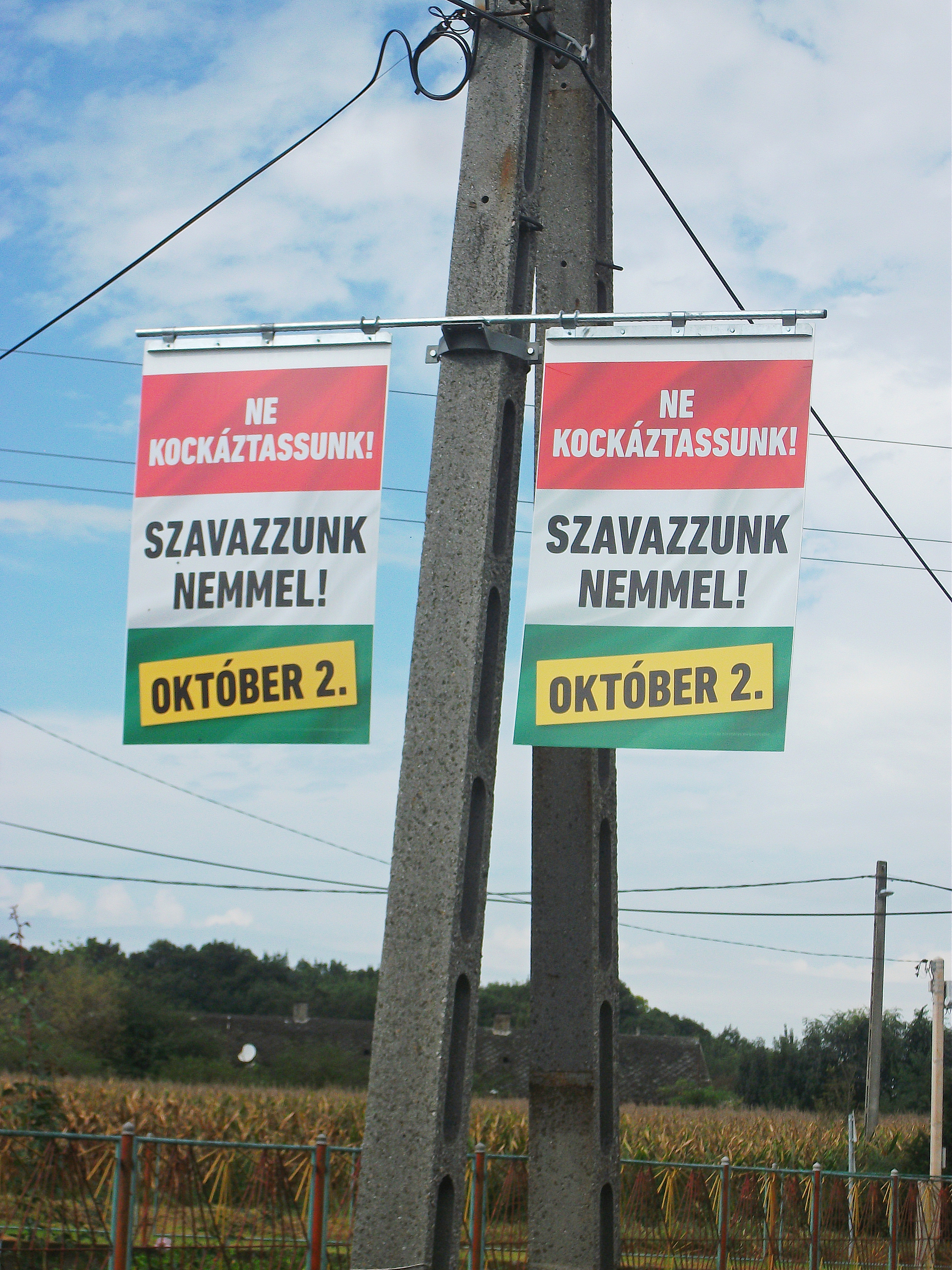
Poster der Regierung zum Referendum

- Bogotá/Kolumbien: Bei der Volksabstimmung über die Annahme des Friedensabkommens zwischen der Regierung und den Revolutionären Streitkräften Kolumbiens (Farc) stimmt die Mehrheit von 50,23 % der Wähler gegen das Abkommen, mit dem der seit 1964 laufende bewaffnete Konflikts beigelegt werden sollte.[10]
- Budapest/Ungarn: Das ungarische Referendum über EU-Flüchtlingsquoten scheitert, da nur 43,3 % der Wahlberechtigten statt der benötigten 50 % eine gültige Stimme abgeben. Inhalt des Referendums ist die Frage, ob die Europäische Union ihrem Mitgliedsstaat Ungarn die Aufnahme von Asylsuchenden ohne Abstimmung im dortigen Parlament auferlegen darf.[11]
- Debre Zeyit/Äthiopien: Polizeikräfte zerschlagen bei einem religiösen Fest der Ethnie Oromo gegen Präsident Teschome gerichtete Proteste. Dutzende Menschen sterben, als sie vor Schüssen und Tränengas der Polizei fliehen.[12]
- Praia/Kap Verde: Die Präsidentschaftswahlen bestätigen Amtsinhaber Jorge Carlos Fonseca, der seine aussichtsreichsten Herausforderer Joaquim Monteiro und Albertino Graça hinter sich lässt.[13]
- Wittenberg/Deutschland: Nach einer vierjährigen Komplettsanierung der Schlosskirche zu Wittenberg mit Kosten von rund 8,2 Millionen Euro wird diese im Beisein von Königin Margrethe II. von Dänemark, Bundespräsident Joachim Gauck und des EKD-Ratsvorsitzenden Heinrich Bedford-Strohm offiziell wiedereröffnet. Die evangelische Schlosskirche soll der Ort des Thesenanschlags des Reformators Martin Luther gewesen sein.[14]

### Montag, 3. Oktober 2016
- Adjelhoc/Mali: Bei Mörserangriffen auf einen Stützpunkt der Multidimensionalen Integrierten Stabilisierungsmission der Vereinten Nationen in Mali (MINUSMA) wird ein Blauhelmsoldat getötet und fünf weitere werden schwer verletzt.[15]
- Ankara/Türkei: Das Kabinett unter Vorsitz von Staatspräsident Recep Tayyip Erdoğan verlängert auf Empfehlung des Nationalen Sicherheitsrates (MGK) den Ausnahmezustand bis zum 15. Januar 2017. Der Ausnahmezustand gilt seit dem Putschversuch im Juli 2016 und sollte mit Ablauf des 18. Oktober 2016 enden.[16]
- Al-Hasaka/Syrien: Bei einem Selbstmordanschlag während einer Hochzeitsfeier in einem Dorf im Gouvernement al-Hasaka kommen mindestens 20 kurdische Syrier ums Leben.[17]
- Lancaster/Vereinigtes Königreich: Der Boxer Tyson Fury, amtierender Weltmeister im Schwergewicht der WBA, WBO und IBO, twittert sein Karriereende. In der Vorwoche wurde er positiv auf Kokain getestet. Drei Stunden später erfolgt das Dementi.
- Moskau/Russland: Präsident Wladimir Putin setzt per Dekret das im Juli 2011 ratifizierte bilaterale Abkommen Plutonium Management and Disposition Agreement (PMDA) mit den Vereinigten Staaten zur Vernichtung von je 34 Tonnen waffenfähigen Plutoniums (239Pu) für insgesamt rund 17.000 nukleare Sprengköpfe aus. Begründet wird dieser Schritt mit den „unfreundlichen Handlungen der USA“ gegen Russland, das seine strategische Stabilität bedroht sieht.[18]
- Stockholm/Schweden: Der diesjährige Nobelpreis für Physiologie oder Medizin geht an den Japaner Yoshinori Ōsumi.

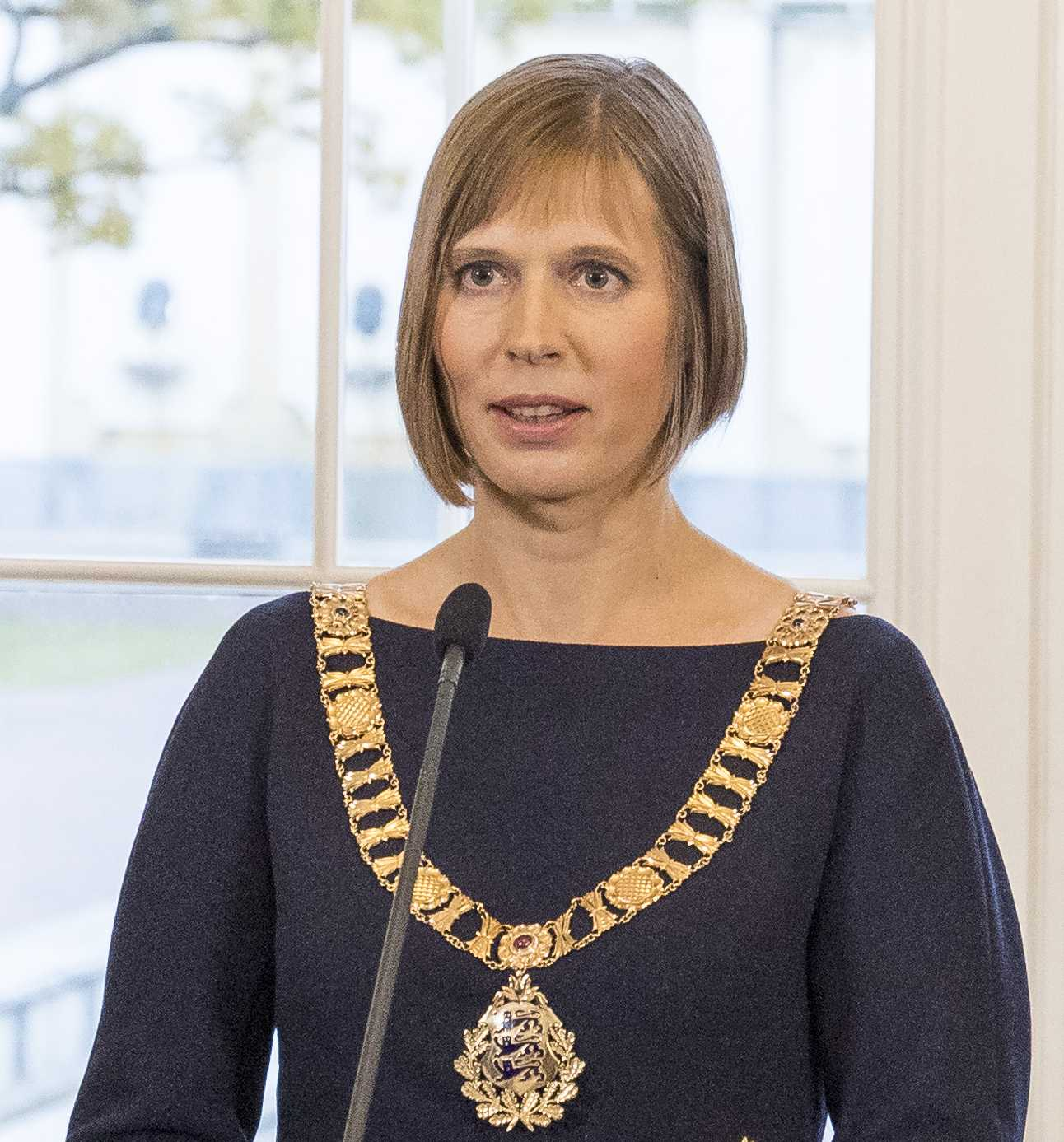
Kersti Kaljulaid wird Staatspräsidentin in Estland

- Tallinn/Estland: Das Parlament wählt auf einer Sondersitzung Kersti Kaljulaid zur estnischen Präsidentin.[19]

### Dienstag, 4. Oktober 2016

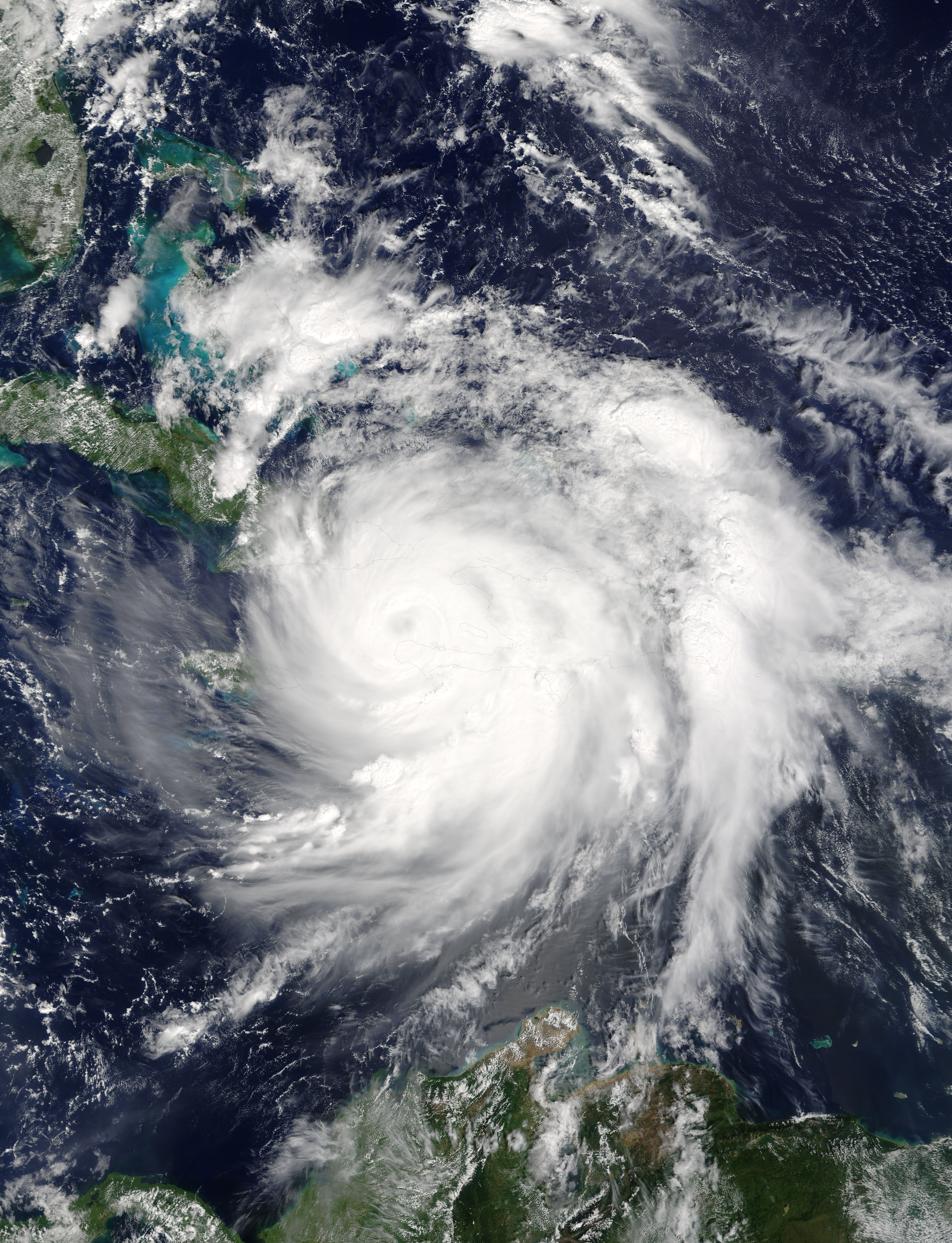
Hurrikan Matthew am 4. Oktober 2016 vor der Passage durch Haiti und Kuba

- Brüssel/Belgien: Beginn der 11. Internationalen Geberkonferenz für Afghanistan mit bis zu 70 Teilnehmerstaaten und 30 internationalen Organisationen und Agenturen.[20] Deutschland hat für die nächsten vier Jahre bis zu 1,7 Milliarden Euro an Hilfen zugesagt, diese aber an Reformen zur Bekämpfung von Korruption, zum Schutz von Menschenrechten, der demokratischen und wirtschaftlichen Entwicklung sowie der Kooperation in Migrationsfragen geknüpft.[21]
- Große Antillen: Um 7.00 Uhr Ortszeit trifft das Zentrum des Hurrikans Matthew auf die Südwestspitze Haitis.[22] An diesem Tag fordert Matthew, dessen Geschwindigkeit beim Überqueren der Tiburon-Halbinsel 230 km/h beträgt, Hunderte Todesopfer in Haiti.[23] In weiteren Staaten der Karibik starben mindestens sieben Menschen durch den Hurrikan.[24] Um 20.00 Uhr Ortszeit trifft der Tropensturm auf Kuba. Sein Zentrum zieht nur über die Ostspitze Kubas, Region Baracoa, aber die Starkregen in der gesamten Karibik führen zu Verschlammung und Gesundheitsnotstand.
- Istanbul/Türkei: Die Ausstrahlung des Programms der Fernsehanstalt İMC TV wird ohne Information des Senders an die Zuschauer abgebrochen. Die türkische Polizei schaltet den Sender wegen „Verbreitung von Propaganda“ ab.[25]
- London/Vereinigtes Königreich: Das britische Pfund fällt auf den niedrigsten Wechselkurs zum US-Dollar seit 1985. Am Tag des Brexit-Referendums (23. Juni 2016) war ein Pfund 1,49 Dollar wert, heute liegt der Kurs bei 1,28 Dollar.[26] Ein Rückgang von 14 %.
- Mainz/Deutschland: Das Strafverfahren gegen den Satiriker und Moderator Jan Böhmermann wegen Verdachts auf Beleidigung des türkischen Präsidenten Recep Tayyip Erdoğan wird eingestellt.[27]
- Paris/Frankreich: Der französische Verteidigungsminister Jean-Yves Le Drian und die deutsche Amtskollegin Ursula von der Leyen unterzeichnen eine Vereinbarung zur Beschaffung von vier bis sechs US-amerikanischen taktischen Transportflugzeugen vom Typ Lockheed C-130J Super Hercules für die Bundeswehr, die auf einem französischen Luftwaffenstützpunkt für Spezialeinsätze stationiert werden sollen.[28]
- Paris/Frankreich: Der französische Luxusgüterkonzern Moët Hennessy Louis Vuitton (LVHM) übernimmt mit 80 Prozent mehrheitlich den deutschen Kofferhersteller Rimowa aus Köln.[29]
- Stockholm/Schweden: Die drei Briten David J. Thouless, F. Duncan M. Haldane und John M. Kosterlitz werden in diesem Jahr für ihre Forschung zur Phasentransformation mit dem Nobelpreis für Physik ausgezeichnet.[30]

### Mittwoch, 5. Oktober 2016
- Brüssel/Belgien: Die Staatsanwaltschaft nimmt nach einem Messerangriff auf zwei Polizisten Ermittlungen wegen Terrorverdachts auf.[31] Später am Tag wird der Bahnhof Bruxelles-Nord wegen einer Bombendrohung geräumt. Es wird jedoch kein Sprengstoff gefunden.
- Sderot/Israel: Eine Rakete der Terrororganisation Hamas schlägt auf einer Straße in der südisraelischen Stadt ein. Israel reagiert mit Luftangriffen auf Stellungen im Gazastreifen, zudem dringt ein Panzer in das palästinensische Autonomiegebiet vor.[32]
- Stockholm/Schweden: Jean-Pierre Sauvage, Fraser Stoddart und Ben Feringa werden in diesem Jahr den Nobelpreises für Chemie erhalten.

### Donnerstag, 6. Oktober 2016
- Atmeh/Syrien: Bei einem Selbstmordanschlag des Islamischen Staates (IS) am Grenzübergang zur Türkei sterben mindestens 29 Menschen, zum Großteil Rebellen der Dschaisch al-Fatah.[33]
- Istanbul/Türkei: Ein Bombenanschlag im Viertel Bahçelievler-Yenibosna nahe einer Polizeistation fordert zehn Verletzte. Bislang hat sich noch niemand zum Anschlag bekannt.[34]
- Mandera/Kenia: Kämpfer der islamistischen Miliz al-Shabaab töten bei einer Schießerei in einem Gebäude und durch eine Explosion mindestens sechs Personen.[35]
- New Providence/Bahamas: Hurrikan Matthew durchquert die Bahamas zwischen den Inseln Andros und New Providence[36] und trifft später frontal auf die Insel Grand Bahama.
- Tassara/Niger: Bei einem Angriff von 40 Dschihadisten im Westen des Landes auf das Lager Tassalit für Flüchtlinge aus Mali werden mindestens 22 Soldaten bei der Verteidigung getötet.[37]

### Freitag, 7. Oktober 2016
- Florida/Vereinigte Staaten: Das Zentrum von Hurrikan Matthew zieht in den Morgenstunden 20 km östlich am Raketenstartgelände Cape Canaveral vorbei und danach – ohne Berührung Nordamerikas – weiter Richtung Georgia. Dabei schwächt er sich ab zu einem Kategorie-2-Hurrikan (bis 177 km/h, nach Saffir-Simpson-Hurrikan-Windskala). In Florida fordert der Hurrikan vier Menschenleben.
- Gedser/Dänemark: Der Massengutfrachter Maestro Diamond läuft am Gedser Riff auf Grund. Mit einer Ladung von 180 t Düngemittel an Bord verzichtete der Frachter bei der kritischen Passage auf die Hilfe von Lotsen.[38]
- Langenhagen/Deutschland: Wegen gehäufter Krankmeldungen des Luftfahrtpersonals hat die wirtschaftlich angeschlagene Fluggesellschaft TUIfly am 6. Oktober die 108 für heute angesetzten Flüge komplett gestrichen. Betroffen sind auch Flüge von Air Berlin, die von TUIfly im Wet-Lease geflogen werden.[39]
- Manila/Philippinen: Der philippinische Verteidigungsminister Generalmajor Delfin Lorenzana gibt die Suspendierung der gemeinsamen Militärpatrouillen mit den Vereinigten Staaten im Südchinesischen Meer bekannt und kritisierte die bisherige mangelhafte US-Militärhilfe.[40]
- Melbourne/Australien: Die Ford Motor Company stellt nach 91 Jahren ihre Produktion in Australien ein.[41]
- Oslo/Norwegen: Dem kolumbianischen Präsidenten Juan Manuel Santos wird der Friedensnobelpreis zuerkannt.
- Port-au-Prince/Haiti: Nach Angaben der Vereinten Nationen benötigen 350.000 besonders schwer von Hurrikan Matthew betroffene Bewohner der Insel umgehend Nothilfe. Die Zahl der Todesopfer wird inzwischen auf 800 geschätzt.[42]
- Rabat/Marokko: Die Partei für Gerechtigkeit und Entwicklung (PJD) von Premierminister Abdelilah Benkirane erhält bei der Parlamentswahl die meisten Stimmen und stellen 125 der insgesamt 395 Parlamentssitze. Die monarchistisch-liberale Partei der Authentizität und Modernität (PAM) kommt mit 102 Mandaten auf Platz zwei.[43]
- Washington, D.C./Vereinigte Staaten: The Washington Post veröffentlicht ein bisher unbekanntes Video mit vulgären und machistischen Äußerungen von Donald Trump, dem republikanischen Kandidaten für die Wahl zum 45. US-Präsidenten. Die ungefähr elf Jahre alten Aussagen lösen nicht zuletzt unter Republikanern heftige Kritik an ihrem Kandidaten aus.[44]
- Washington, D.C./Vereinigte Staaten: Das US-Heimatschutzministerium beschuldigt Russland, hinter den aktuellen Hackerangriffen auf politische Institutionen in den Vereinigten Staaten zu stecken. Der Ausgang der Präsidentschaftswahl am 8. November, so das Ministerium, sei aber „nur extrem schwer“ durch Cyberkriminalität zu manipulieren.[45]

### Samstag, 8. Oktober 2016

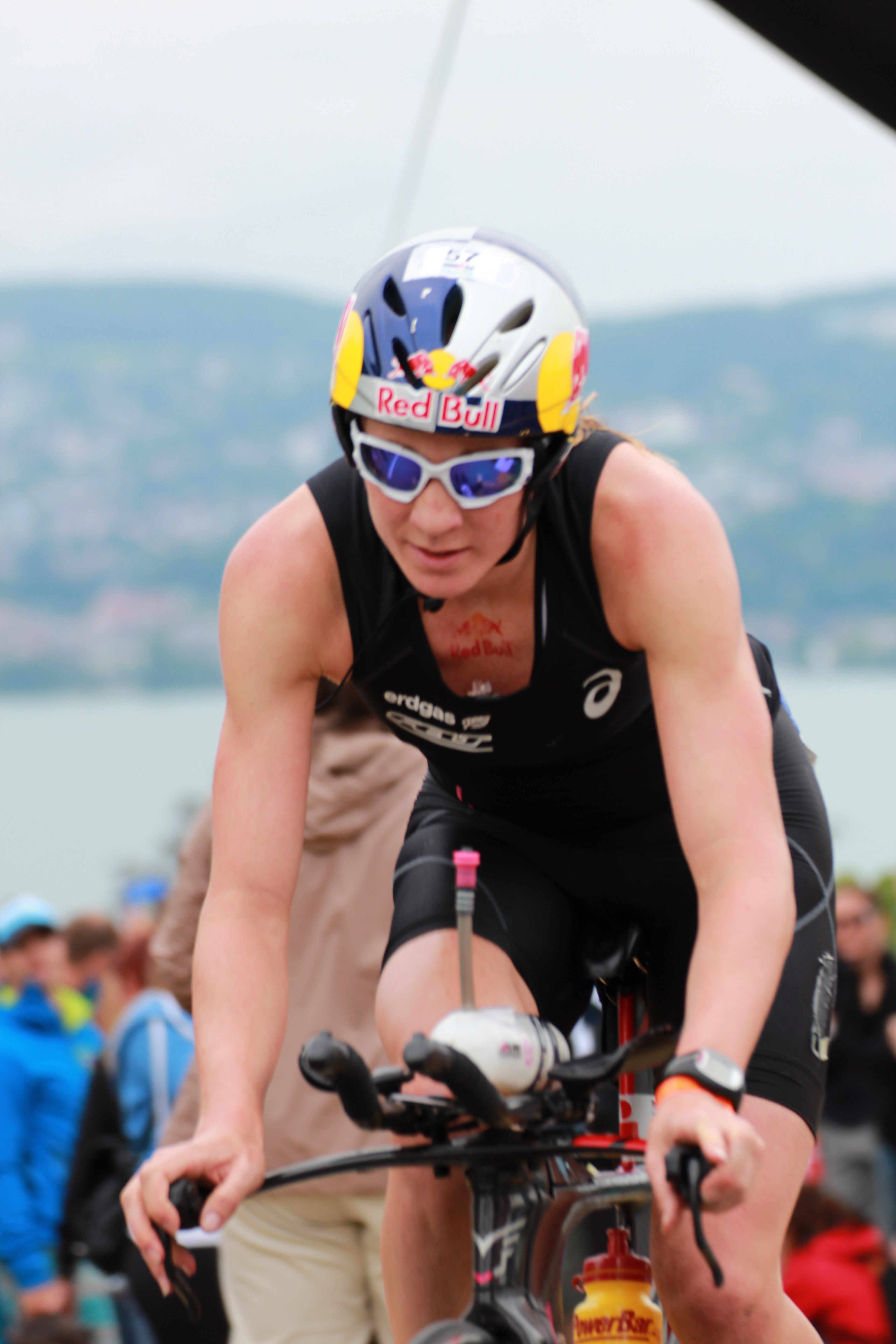
Daniela Ryf

- Chemnitz/Deutschland: Nach Hinweisen des Bundesamtes für Verfassungsschutz (BfV) auf einen Sprengstoffanschlag wird auf der Suche nach dem 22-jährigen Syrer Dschaber al-Bakr das Wohngebiet Fritz Heckert abgeriegelt. Es werden drei Personen festgenommen, unter denen sich nicht der Verdächtige befindet. Die Fahnder sichern in einer Wohnung größere Mengen Acetonperoxid (TATP). Am Folgetag übernimmt die Generalbundesanwaltschaft in Karlsruhe die weiteren Ermittlungen.[46][47]
- Dhaka/Bangladesch: Sicherheitskräfte töten bei einer Offensive gegen die verbotene JMB nach Angaben der Regierung elf militante Dschihadisten.[48]
- Hawaii/Vereinigte Staaten: Drei deutsche Triathleten lassen die Konkurrenz beim Ironman Hawaii der Männer hinter sich. Der Schnellste ist Jan Frodeno. Es folgen Sebastian Kienle und Debütant Patrick Lange. Die Schweizerin Daniela Ryf gewinnt wie im Vorjahr den Wettbewerb der Frauen.[49]
- Kigali/Ruanda: Beginn der 28. UN-Konferenz zum Montreal-Protokoll[50][51]
- Prag/Tschechische Republik: Die Regional- und Teilsenatswahlen gewinnt die liberal-populistische Bewegung ANO 2011 mit 21,3 % der Stimmen vor der regierenden sozialdemokratischen Česká strana sociálně demokratická (ČSSD) von Ministerpräsident Bohuslav Sobotka mit 15,3 %.[52]
- Sanaa/Jemen: Bei Luftangriffen der von Saudi-Arabien angeführten Militärallianz in der laufenden Intervention im Jemen wird gezielt eine Trauerhalle angegriffen. Mindestens 140 Menschen kommen ums Leben und rund 530 werden verletzt.[53][54] Erst am 15. Oktober 2016 bestätigt die Militärallianz den „irrtümlichen“ Luftangriff.[55]
- Tiflis/Georgien: Bei der Parlamentswahl landet die seit 2012 regierende Sammelpartei Georgischer Traum mit 49,9 % der Stimmen vor der Vereinten Nationalen Bewegung mit 26,7 %.[56]

### Sonntag, 9. Oktober 2016
- Addis Abeba/Äthiopien: Für das gesamte Land wird der Ausnahmezustand verhängt, da die zum Teil gewalttätigen Proteste in der Region Oromia andauern. Angehörige der Ethnien Oromo und Amhara lehnen sich gegen die Diskriminierung seitens der Regierung auf.[57]
- Frankfurt am Main/Deutschland: In einem Interview mit der Frankfurter Allgemeinen Sonntagszeitung erklärt der Vorstandsvorsitzender der Techniker Krankenkasse (TK), Jens Baas, dass die Krankenkassen manipulierte Diagnosen für die Versicherten erfassen, um mehr Geld aus dem Risikostrukturausgleich (RSA) zu erhalten. „Es ist ein Wettbewerb zwischen den Kassen darüber entstanden, wer es schafft, die Ärzte dazu zu bringen, für die Patienten möglichst viele Diagnosen zu dokumentieren.“ Es gebe sogar Verträge mit Ärztevereinigungen, die mehr und schwerwiegendere Diagnosen zum Ziel hätten. Die Krankenkassen nutzen hierzu auch die Hilfe von Unternehmensberatern, so Baas.[58]
- Jerusalem/Israel: Ein palästinensischer Attentäter der islamistischen Hamas feuert aus einem Auto heraus auf eine Menschenmenge an einer Straßenbahn-Haltestelle beim Munitionshügel (Giv'at HaTahmoshet) und tötet dabei zwei Israelis. Vier weitere werden verletzt. Der Attentäter wird am selben Tag durch eine Spezialeinheit erschossen.[59]
- München/Deutschland: Die Partei Allianz für Fortschritt und Aufbruch (ALFA), eine Abspaltung der AfD, darf das Akronym „Alfa“ nicht mehr verwenden. Das OLG München gesteht diese Abkürzung dem Verein Aktion Lebensrecht für Alle (ALfA) mit Sitz in Augsburg zu.[60]
- Şemdinli/Türkei: Bei einem Autobombenanschlag im Dreiländereck Türkei-Irak-Iran werden zehn Soldaten und acht Zivilisten sowie der Attentäter getötet. Die PKK bekennt sich zu dem Attentat.[61]
- Vatikanstaat: Papst Franziskus gibt die Namen von 17 Geistlichen bekannt, die er am 20. November in den Rang eines Kardinals erheben wird.
- Vilnius/Litauen: Die erste Runde der Parlamentswahl in Litauen findet statt. Die zweite Runde, mit den entscheidenden Stichwahlen, ist für den 23. Oktober angesetzt.

### Montag, 10. Oktober 2016
- Istanbul/Türkei: Am Rande des Weltenergiekongresses vereinbaren der russische Präsident Wladimir Putin und der türkische Präsident Recep Tayyip Erdoğan den Bau der Erdgaspipeline Turkish Stream. Die Trasse soll hauptsächlich am Grund des Schwarzen Meeres entlangführen, um Drittstaaten aus dem Projekt herauszuhalten.[62]
- Leipzig/Deutschland: Die Polizei nimmt Dschaber al-Bakr fest, der bei syrischen Landsleuten in Leipzig-Paunsdorf übernachten wollte, die ihn jedoch fesselten und der Polizei übergaben. Der Generalbundesanwalt wirft dem Verhafteten vor, Mitglied der Terrorvereinigung Islamischer Staat zu sein und einen Sprengstoffanschlag vorbereitet zu haben. Für diesen hatte er bereits eine Sprengstoffweste präpariert.[63] Zwei Tage später begeht er in seiner Zelle Suizid.
- Lomé/Togo: Außerordentliches Gipfeltreffen der Afrikanischen Union (AU), bei dem es vor allem um wirtschaftliche Entwicklung und den Schutz des von Piraterie und Überfischung in Mitleidenschaft gezogenen Meeresraumes gehen soll.[64]

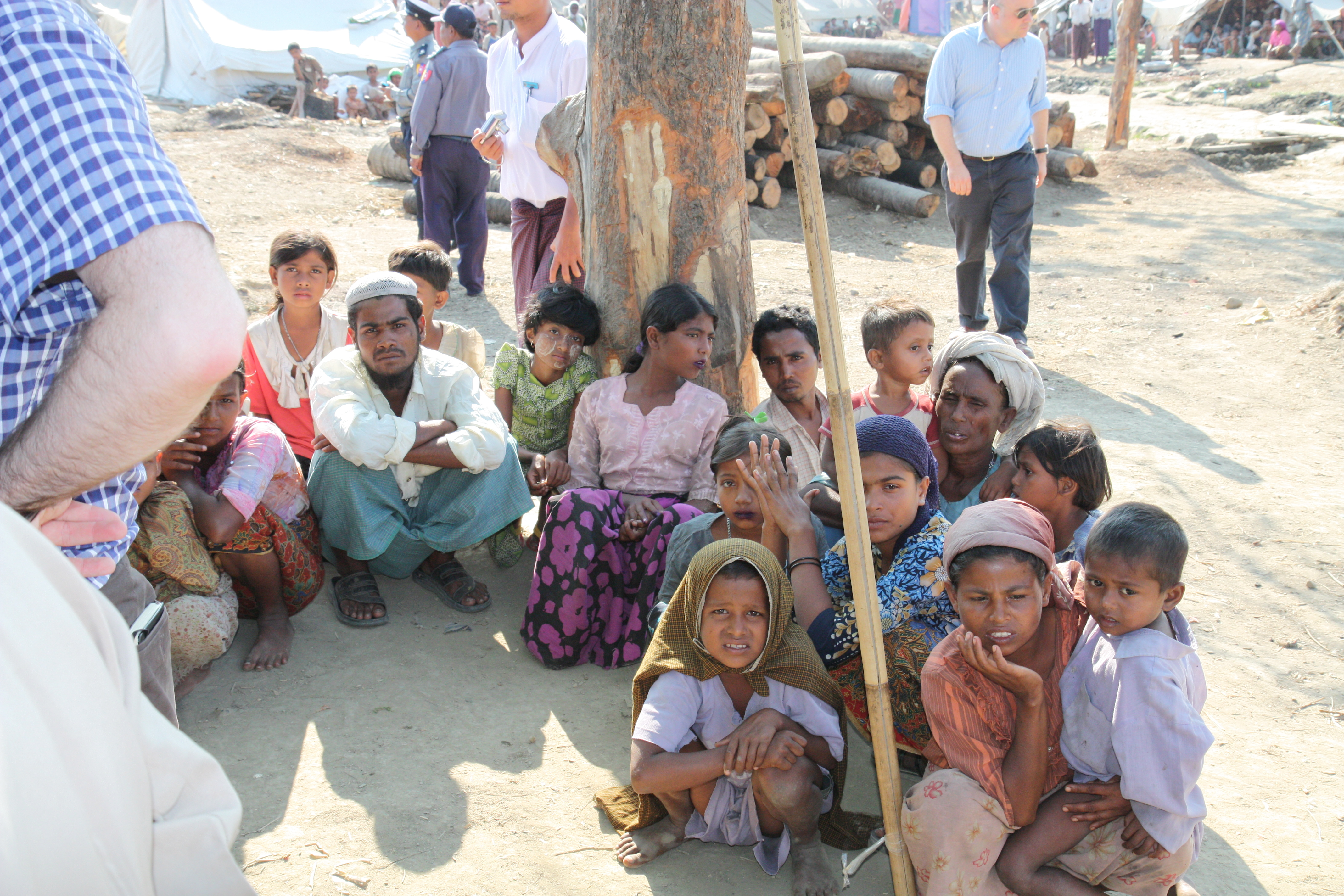
Binnenflüchtlinge der Rohingya im Osten Myanmars

- Rakhaing-Staat/Myanmar: Nach Attentaten auf Einrichtungen der Polizei, bei denen mindestens neun Beamte sterben, erlebt die von Konflikten zwischen buddhistischen Birmanesen und staatenlosen muslimischen Rohingya geprägte Region einen Gewaltausbruch. Auf der Suche nach den Verantwortlichen der Anschläge kommt eine unbekannte Zahl an Muslimen ums Leben.[65]
- Stockholm/Schweden: Der Alfred-Nobel-Gedächtnispreis für Wirtschaftswissenschaften wird Oliver Hart und Bengt Holmström zuerkannt.
- Suwon/Südkorea: Samsung Electronics stoppt die Produktion des Smartphones Galaxy Note7. Verbraucher meldeten zuvor, dass auch ausgetauschte Geräte in Flammen aufgegangen seien.[66]

### Dienstag, 11. Oktober 2016
- Bonn/Deutschland: Von weltweit 7,4 Milliarden Menschen leiden etwa 800 Millionen Menschen Hunger. Das meldet der Verein Deutsche Welthungerhilfe, der in seinem Welthungerhilfe-Index einen Rückgang der Unterernährung um 29 % gegenüber dem Jahr 2000 feststellt.[67]
- Genf/Schweiz: Dem inhaftierten chinesischen Wirtschaftswissenschaftler Ilham Tohti, der der muslimischen Minderheit der Uiguren angehört, ist der Martin-Ennals-Preis für Verteidiger der Menschenrechte zuerkannt worden.[68]
- Moskau/Russland: Russland sagt einen geplanten Staatsbesuch des Präsidenten Wladimir Putin in Frankreich ab. Das Verhältnis zu Frankreich trübte sich im Zusammenhang mit dem Bürgerkrieg in Syrien zuletzt stark ein.[69]

### Mittwoch, 12. Oktober 2016
- Berlin/Deutschland: Das Bundeskabinett will ein Gesetz einbringen, nach dem Zuwanderer, die das EU-Recht auf Personenfreizügigkeit genießen, die Sozialleistungen (inklusive Hartz IV) erst im sechsten Jahr ihrer Niederlassung in Deutschland beanspruchen dürfen. Ähnliche Überlegungen gibt es in Großbritannien, der Schweiz und Österreich.[70]
- Bujumbura/Burundi: Die Nationalversammlung stimmt mit großer Mehrheit für ein Gesetz, das den Austritt aus dem Internationalen Strafgerichtshof (IStGH) ermöglicht. Von 110 Abgeordneten sprechen sich 94 für ein Ende der Zusammenarbeit mit dem IStGH aus. Zwei Abgeordnete stimmen dagegen, 14 enthalten sich.[71]
- Mossul/Irak: Die Vereinigten Staaten, die Peschmerga und der Irak planen, die unter Kontrolle des Islamischen Staats stehende Stadt im Norden des Landes zu erobern. Über die Rolle der kurdischen Kämpfer geraten die Regierungen der Türkei und Iraks in Streit. Haider al-Abadi fordert schließlich den Rückzug der türkischen Armee aus seinem Land. Die Türken lehnen das ab.[72]
- Port-au-Prince/Haiti: Eine Choleraepidemie als Folge von Hurrikan Matthew veranlasst die WHO zur Lieferung von einer Million Impfdosen an den karibischen Staat. Die Zahl der Todesopfer durch den Tropensturm wird präzisiert und inzwischen mit 473 angegeben.[73]
- Suwon/Südkorea: Samsung Electronics gibt das Smartphone Galaxy Note7 auf. Nach dem Produktionsstopp wird auch der Verkauf eingestellt. Das Unternehmen schreibt damit Gesamtkosten von 17 Milliarden US-Dollar für das Phablet ab.[74]

### Donnerstag, 13. Oktober 2016
- New York/Vereinigte Staaten: António Guterres aus Portugal ist von der Generalversammlung der Vereinten Nationen zum nächsten Generalsekretär der Vereinten Nationen gewählt worden. Er soll sein Amt am 1. Januar 2017 antreten.[75]
- Stockholm/Schweden: Der diesjährige Nobelpreis für Literatur geht an den US-amerikanischen Lyriker und Singer-Songwriter Bob Dylan.

### Freitag, 14. Oktober 2016

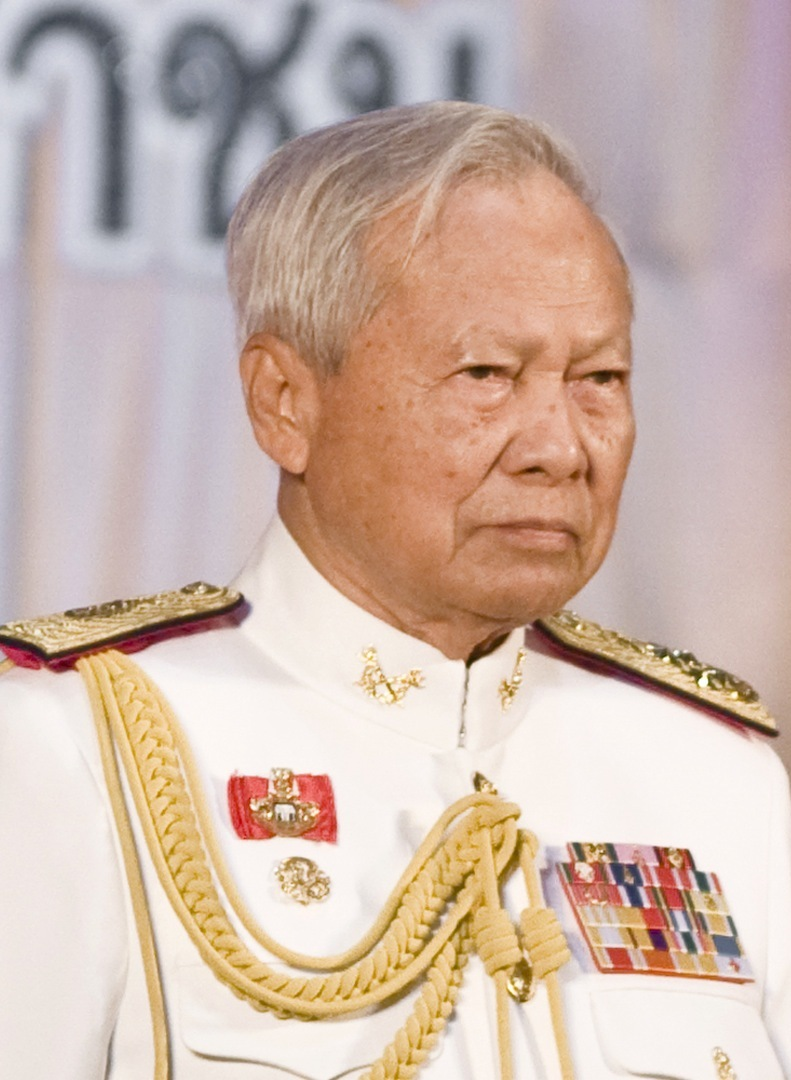
Prem Tinsulanonda wird Interims-Staatsoberhaupt von Thailand

- Bangkok/Thailand: Im Alter von 96 Jahren wird der bisherige Präsident des Kronrates Prem Tinsulanonda neues Staatsoberhaupt von Thailand. Im Jahr 2017 möchte ihn Kronprinz Maha Vajiralongkorn ablösen. Vajiralongkorns Vater, König Bhumibol Adulyadej, verstarb am 13. Oktober.[76]
- Dresden/Deutschland: Zwei Tage nach dem Selbstmord des Terrorverdächtigen Dschaber al-Bakr in der JVA Leipzig weist Ministerpräsident Stanislaw Tillich pauschale Kritik an der sächsischen Justiz zurück, gesteht aber ein: „Der Suizid hätte verhindert werden müssen.“[77]

### Samstag, 15. Oktober 2016
- Bagdad/Irak: Ein Selbstmordattentäter der Terrormiliz Islamischer Staat (IS) tötet im nördlichen Stadtteil al-Shaab bei einer schiitischen Trauerfeier mindestens 28 Menschen und verletzt 36 weitere.[78]

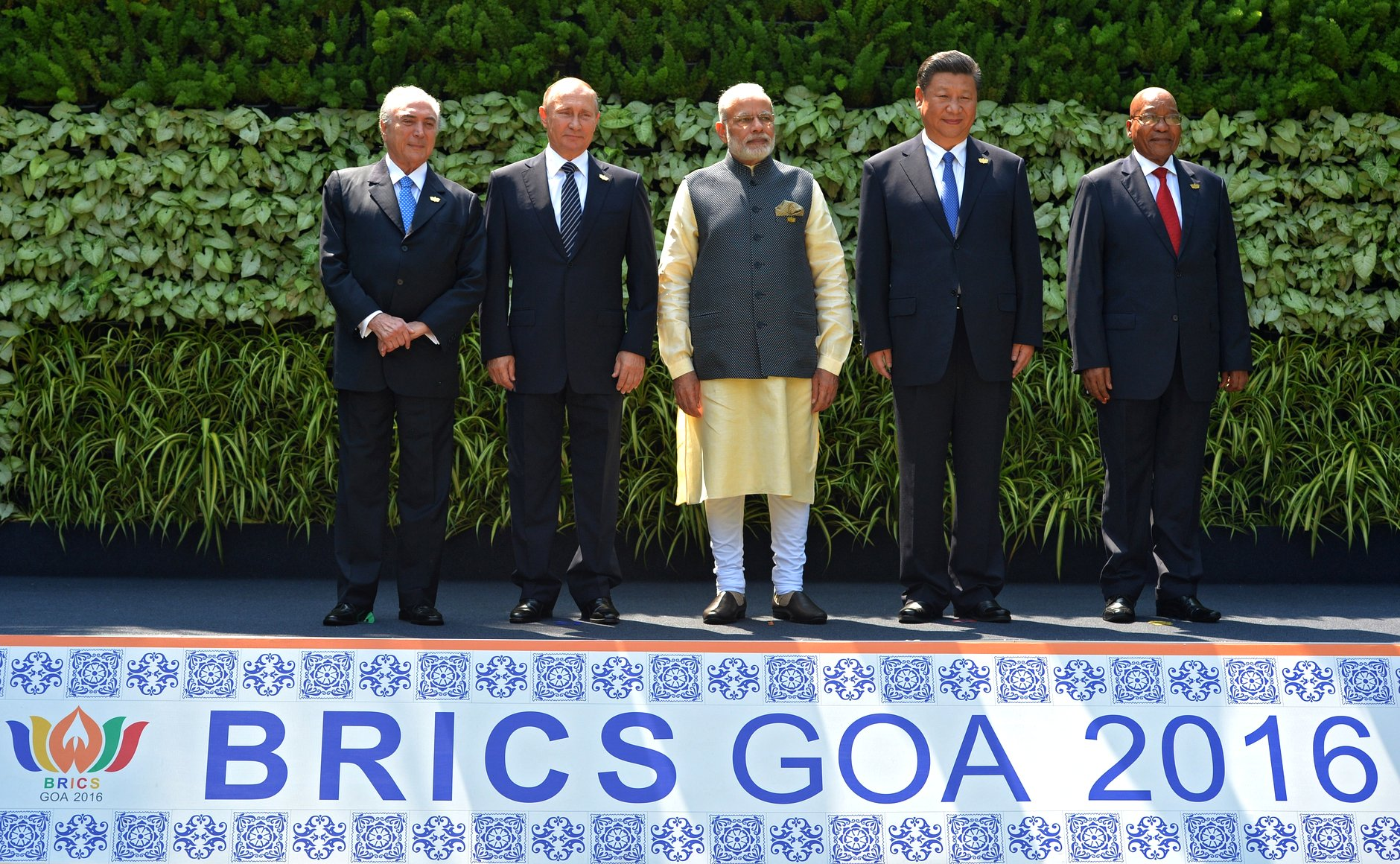
Staatschefs der BRICS-Staaten

- Benaulim/Indien: Beginn des zweitägigen Gipfeltreffens der BRICS- und BIMSTEC-Staaten im indischen Bundesstaat Goa. Am Rande des Gipfeltreffens vereinbart Indien mit Russland ein Rüstungsabkommen zur Lieferung von vier Langstrecken-Boden-Luft-Raketen-Systemen vom Typ S-400 zum Gesamtpreis von umgerechnet 5,3 Milliarden Euro. Zudem plant Indien den weiteren Kauf von rund 200 Mehrzweckhubschraubern vom Typ Kamov 226T sowie von vier weiteren Fregatten der Talwar-Klasse, die jeweils in Indien produziert werden sollen.[79]
- Kabul/Afghanistan: Die überfällige und für heute geplante Parlamentswahl in Afghanistan findet nicht statt. Seit 2010 erfolgte keine demokratische Neubildung der Volksvertretung.[80]
- Kaga-Bandoro/Zentralafrikanische Republik: Nach Angaben der Multidimensionalen Integrierten Stabilisierungsmission der Vereinten Nationen in der Zentralafrikanischen Republik (MINUSCA) töten Blauhelmsoldaten bei Auseinandersetzungen elf Mitglieder der muslimischen Rebellengruppe Séléka, die Einrichtungen der Vereinten Nationen und von Nichtregierungsorganisationen (NGO) plünderten.[81]
- Kigali/Ruanda: Auf der 28. UN-Konferenz zum Montreal-Protokoll einigen sich nahezu 200 Staaten auf ein internationales Abkommen zur schrittweisen Abschaffung von Fluorkohlenwasserstoffen (FKW), die beispielsweise in Kühlschränken oder Klimaanlagen zum Einsatz kommen.[82]
- Varanasi/Indien: Während einer Prozession von Anhängern des 2012 verstorbenen Gurus Jai Gurudev kommt es zu einer Massenpanik auf der Malviya-Eisenbahnbrücke, die von zahlreichen Pilgern zum Fluss Ganges genutzt wird. Dabei sterben mindestens 24 Menschen und mehr als 20 werden verletzt.[83]

### Sonntag, 16. Oktober 2016

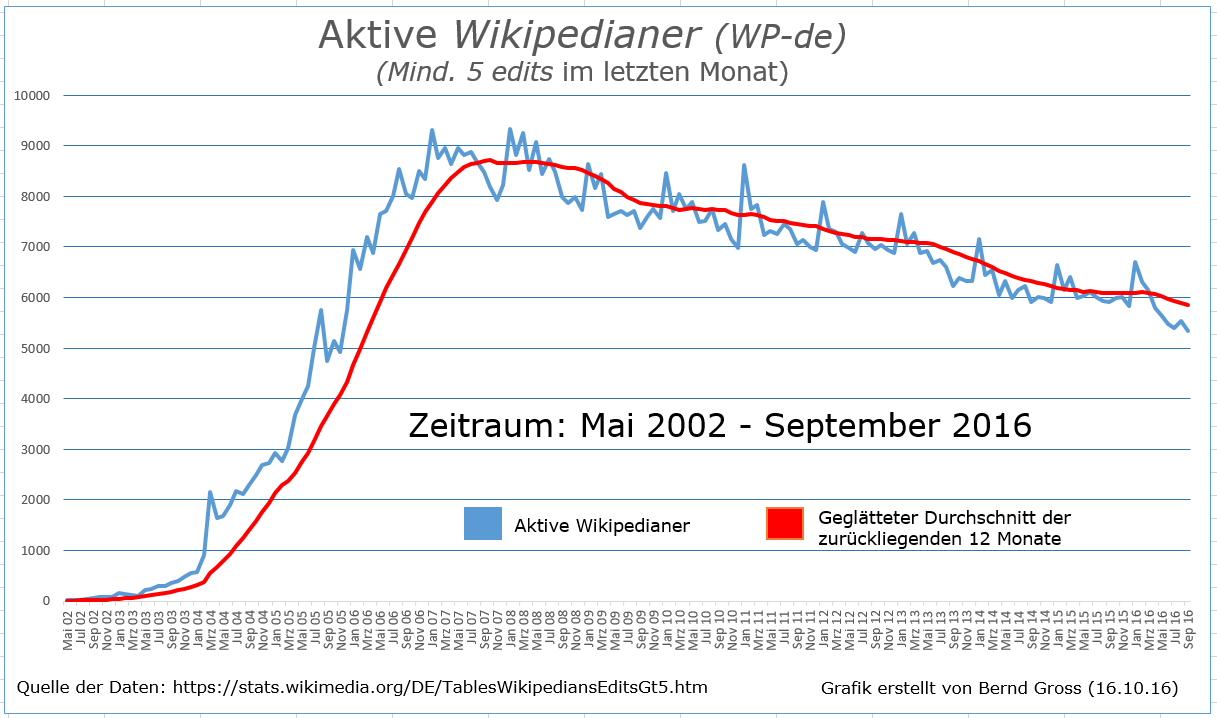
Anzahl der Wikipedia-Autoren mit mehr als fünf Edits pro Monat (2002 bis 2016)

- Berlin/Deutschland: Einer Grafik von Bernd Gross zufolge nimmt die Aktivität in der deutschsprachigen Wikipedia seit dem Jahr 2008 schleichend ab.
- Dabiq/Syrien: Die Freie Syrische Armee (FSA) erobert die Grenzstadt im Verbund mit den türkischen Streitkräften im Rahmen der Operation Schutzschild Euphrat von der Terrormiliz Islamischer Staat (IS) zurück.[84]
- Gaziantep/Türkei: Bei einem Selbstmordanschlag der Terrormiliz Islamischer Staat (IS) werden drei Polizisten getötet und mindestens acht weitere Personen verletzt.[85]
- Kuwait/Kuwait: Nach einer Dringlichkeitssitzung des kuwaitischen Parlaments und auf Empfehlung von Parlamentspräsident Marzouq Al-Ghanim erlässt der Emir von Kuwait, Scheich Sabah al-Ahmad al-Dschabir as-Sabah, ein Dekret zur Auflösung des Parlamentes. Der Emir fordert angesichts der „brisanten regionalen Entwicklungen“ und der „Herausforderungen für die Sicherheit“ Neuwahlen.[86]
- Lemongan/Indonesien: Beim Einsturz der für Fußgänger und Motorroller befahrbaren gelben Brücke zwischen den kleinen Sundainseln Nusa Lembongan und Nusa Ceningan südöstlich von Bali sterben neun Menschen und 30 weitere werden verletzt.[87]
- Podgorica/Montenegro: Bei der Parlamentswahl stimmen die meisten Wähler für die Partei der Sozialisten von Premierminister Milo Đukanović. Zur Regierungsbildung muss er jedoch einen Koalitionspartner finden.[88] Gleichzeitung wird bekannt, dass serbische Bürger einen Putschversuch planten.
- Vatikanstaat: Papst Franziskus spricht sechs Männer und eine Frau heilig. Dabei handelt es sich um Salomone Leclercq, José Sánchez del Río, Manuel González García, Lodovico Pavoni, Alfonso Maria Fusco, Giuseppe Gabriele del Rosario Brochero und Elisabeth von der Dreifaltigkeit.[89]

### Montag, 17. Oktober 2016
- Boa Vista/Brasilien: Bei Kämpfen zwischen rivalisierenden Banden werden in der Justizvollzugsanstalt Agricola de Monte Cristo mindestens 25 Insassen getötet. Zudem werden demnach 100 Angehörige von Häftlingen als Geiseln genommen, die sich während der Besuchszeiten in der Anstalt aufhielten.[90]
- Kosmodrom Jiuquan/China: Eine Trägerrakete vom Typ Langer Marsch-2F bringt das Raumschiff Shenzhou 11 mit den zwei Taikonauten Jing Haipeng und Chen Dong an Bord in die Erdumlaufbahn. Geplant ist ein Andocken an das chinesische Raumlabor Tiangong 2. Es ist der sechste bemannte Weltraumflug Chinas.[91]

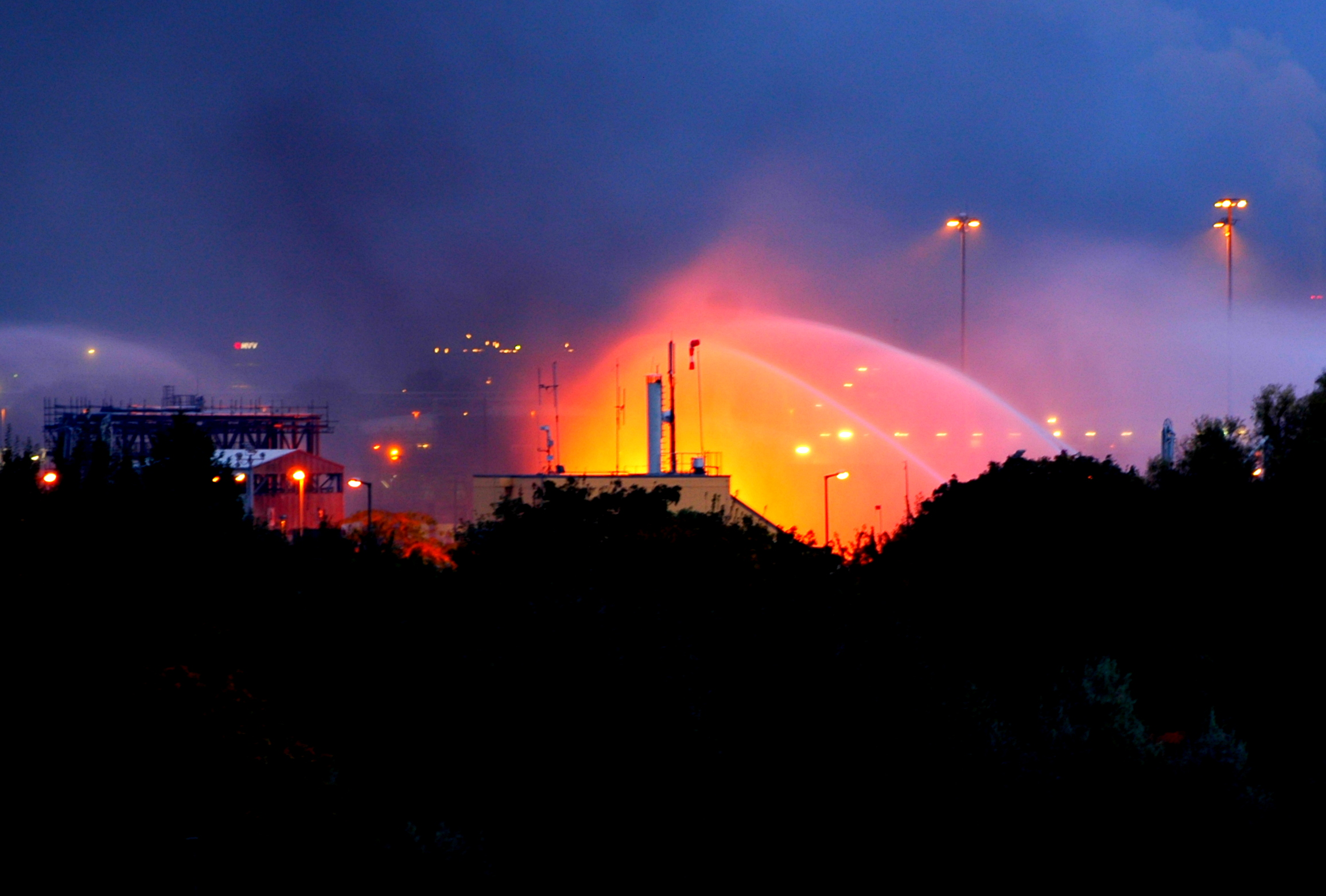
Brand bei BASF

- Ludwigshafen/Deutschland: Im von dem Chemiekonzern BASF betriebenen Landeshafen Nord kommt es bei Arbeiten an einer Rohrleitungstrasse zu einer Explosion, die mehrere Brände auslöst.[92] Mindestens vier Menschen sterben bei dem Unfall, mindestens sechs weitere werden schwer verletzt.[93]

Logo der Kaiser’s Tengelmann GmbH

- Mülheim an der Ruhr/Deutschland: Die Eigentümer der Einzelhandelskette Kaiser's Tengelmann beginnen mit dem Verkauf von 105 Filialen in Nordrhein-Westfalen. Die Edeka-Gruppe soll beim Kauf bevorzugt behandelt werden. Mehrere Filialen sollen dabei in Netto Marken-Discounter umgebaut werden, an denen die Eigentümerfamilie Haub ebenfalls beteiligt ist. Niederlassungen in Bayern und Berlin sollen folgen. Anschließend wird das Unternehmen voraussichtlich gelöscht.[94]
- Quang Binh/Vietnam: Durch Überschwemmungen, ausgelöst von Taifun Sarika, sterben in der zentralvietnamesischen Provinz 18 Menschen, landesweit sind es 24 Menschen. Auch die Philippinen melden, dass mindestens zwei Personen durch Sarika ums Leben kamen.[95]
- Quito/Ecuador: Beginn der viertägigen 3. Weltkonferenz für Wohnungswesen und nachhaltige Stadtentwicklung (UN-HABITAT).
- Wien/Österreich: Innenminister Wolfgang Sobotka (ÖVP) kündigt den Abriss des Adolf-Hitler-Geburtshauses in Braunau am Inn an.[96]

### Dienstag, 18. Oktober 2016
- Katanga/Demokratische Republik Kongo: Im Osten des Landes bricht Gewalt im ethnischen Konflikt zwischen Bantu und Pygmäen aus. Dabei sterben mindestens 16 Personen. Die Lage eskalierte, als eine Steuer auf Schmetterlingslarven erhoben wurde – sie gelten in der Stadt Kinshasa als Delikatesse.[97]
- Namur/Belgien: Der belgische Gliedstaat Wallonien verweigert der belgischen Regierung weiterhin die Zustimmung zum Freihandelsabkommen Ceta. Walloniens Ministerpräsident Paul Magnette (Parti Socialiste) fordert „einen neuen Text“ des Vertrags „binnen weniger Stunden“.[98] Das Abkommen zwischen der Europäischen Union und Kanada soll Ende des Monats unterzeichnet werden.

### Mittwoch, 19. Oktober 2016
- Berlin/Deutschland: Bundeskanzlerin Angela Merkel empfängt bei einem Treffen im Normandie-Format den französischen Präsidenten François Hollande, den russischen Präsidenten Wladimir Putin und den ukrainischen Präsidenten Petro Poroschenko.[99] Wichtigste Themen sind der Krieg in der Ukraine seit 2014 und der Krieg in Syrien seit 2011.
- Darmstadt/Deutschland: Rund 50 Sekunden vor der geplanten Landung auf dem Mars funkt das Modul Schiaparelli letztmals ein Signal an das Europäische Raumflugkontrollzentrum. Das Landemodul gelangte an Bord des ExoMars Trace Gas Orbiters in den Orbit des Planeten und erreichte wohl auch dessen Oberfläche.[100]
- Luxemburg/Luxemburg: Der Europäische Gerichtshof (EuGH) erklärt in dem Verfahren der Deutschen Parkinson Vereinigung gegen die Zentrale zur Bekämpfung unlauteren Wettbewerbs die in der deutschen Arzneimittelpreisverordnung festgelegte Preisbindung verschreibungspflichtiger Medikamente für unvereinbar mit der unionsrechtlichen Warenverkehrsfreiheit.[101]

### Donnerstag, 20. Oktober 2016

Vorher-Nachher-Fotos der Marsoberfläche mit Absturzort von Fallschirm (rechts oben) und Lander (Mitte)

- Caracas/Venezuela: Die staatliche Wahlbehörde teilt den Organisatoren des Abberufungsreferendums gegen Präsident Nicolás Maduro mit, dass die Volksabstimmung nicht abgehalten werde. Damit sind die legalen, demokratischen Mittel der Opposition erschöpft. Die nächste Präsidentschaftswahl ist für 2019 geplant.[102]
- Darmstadt/Deutschland: Das Modul Schiaparelli der ESA befindet sich in ungewisser Verfassung auf dem Mars.[103]
- Peking/China: Der philippinische Präsident Rodrigo Duterte erklärt auf einem Staatsbesuch in der Volksrepublik, sein Land betrachte die Vereinigten Staaten nicht mehr als Verbündeten und er selbst werde „dort nur beleidigt“. Der neue Verbündete der Philippinen sei China.[104]
- Tall Rifaat/Syrien: Im Norden Syriens fliegen die türkischen Luftstreitkräfte Angriffe auf Stellungen der unter Befehl der kurdischen YPG-Miliz stehenden Demokratischen Kräfte Syriens. Dabei kommen mindestens elf Menschen ums Leben. Allerdings spricht die türkische Seite von 200 getöteten syrischen Kurden.[105]

### Freitag, 21. Oktober 2016

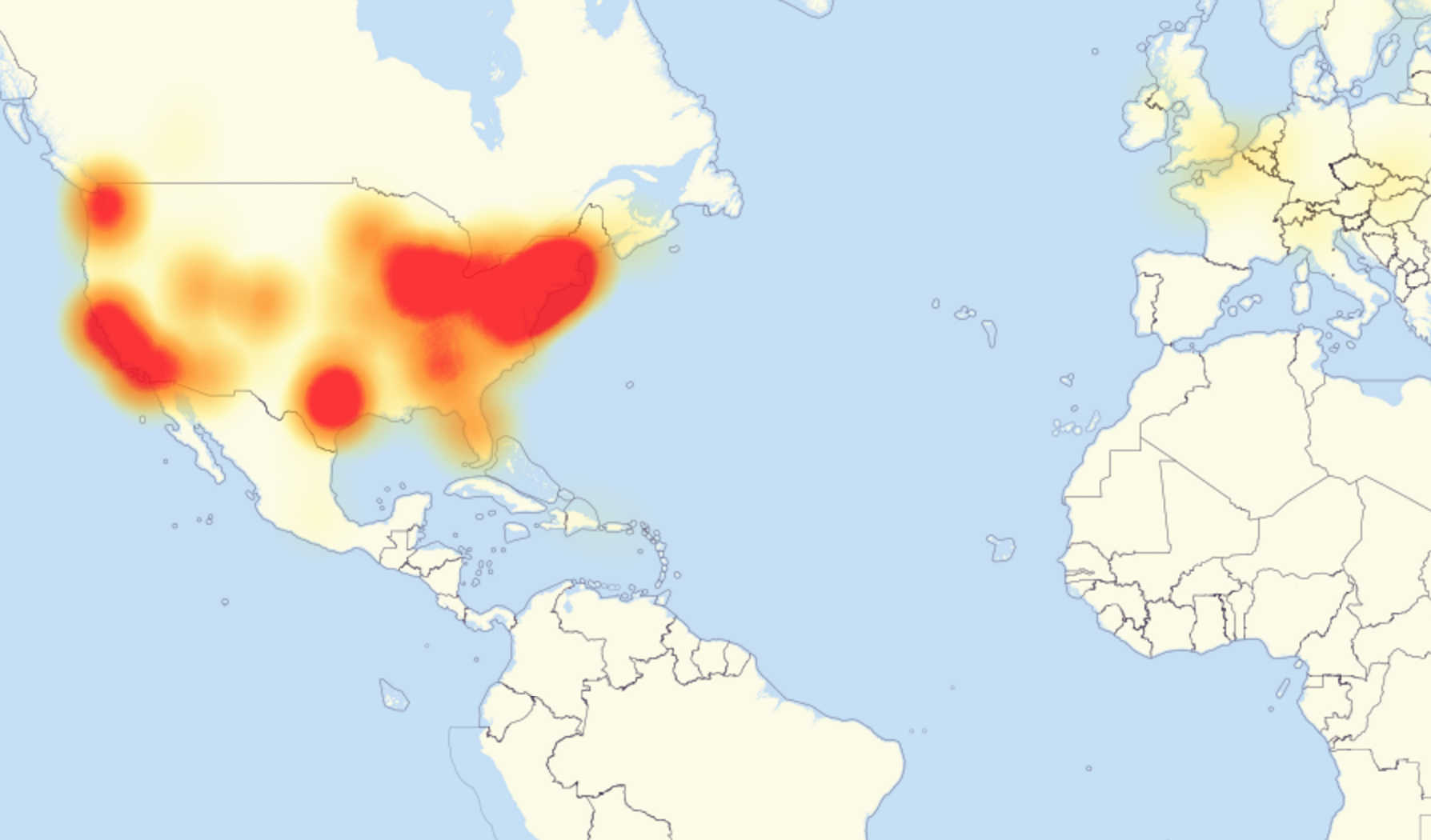
Karte mit den größten Ausfällen infolge der DDoS-Angriffe auf Dyn

- Altin Köprü/Irak: Bei einem Anschlag von drei Selbstmordattentätern des Islamischen Staates auf ein Kraftwerk in ad-Dibis sterben zwölf irakische und vier iranische Mitarbeiter des Kraftwerks.[106]
- Dallas/Vereinigte Staaten: Der Telekommunikationskonzern AT&T einigt sich mit den Eigentümern von Time Warner über den Erwerb des Medienunternehmens. Der Kaufpreis beträgt circa 85 Milliarden US-Dollar.[107]
- Éséka/Kamerun: Ein schweres Eisenbahnunglück auf der Bahnstrecke Douala–Ngaoundéré fordert mindestens 70 Todesopfer, ungefähr 300 weitere Menschen werden verletzt. Wegen Straßenschäden nach heftigen Regenfällen war der für 600 Personen zugelassene Zug der Camrail mit rund 1.300 Personen besetzt.[108]
- Manchester/Vereinigte Staaten: Das Internet-Unternehmen Dyn wird Opfer mehrerer Wellen von Distributed-Denial-of-Service-Attacken, für die zahlreiche Geräte des Internets der Dinge missbraucht werden. Die Websites diverser großer Internetunternehmen sind in der Folge stundenlang nicht abrufbar.[109]
- Namur/Belgien: Die kanadische Ministerin für internationalen Handel Chrystia Freeland (Liberale Partei) und der Ministerpräsident des belgischen Gliedstaats Wallonien Paul Magnette (PS) trennen sich ergebnislos von ihren Gesprächen zum Handelsabkommen Ceta. Freeland glaubt anschließend nicht mehr an ein Zustandekommen des Vertragswerks mit der EU, da Belgien ohne Walloniens Zustimmung nicht unterschreiben darf.[110]
- Pretoria/Südafrika: In einer Mitteilung an die Vereinten Nationen kündigt Südafrika als zweites afrikanisches Land nach Burundi die Zusammenarbeit mit dem Internationalen Strafgerichtshof in Den Haag auf.[111]
- Tübingen/Deutschland: Im Universitätsklinikum Tübingen führt ein multidisziplinäres Ärzteteam in Kooperation mit Ärzten des Universitätsklinikums Göteborg erstmals in Deutschland erfolgreich eine Gebärmutter-Transplantation durch. Die 23-jährige Patientin litt am Mayer-Rokitansky-Küster-Hauser-Syndrom.[112]

### Samstag, 22. Oktober 2016
- Kirkuk/Irak: Irakische Sicherheitskräfte wehren einen Angriff der Terrormiliz Islamischer Staat (IS) ab. Insgesamt werden dabei 46 Menschen getötet und 133 verletzt.[113]
- Mossul/Irak: Verschiedene Medien berichten, dass Angehörige des Islamischen Staats unter der männlichen Bevölkerung ein Massaker verüben, bei dem sie 284 Männer und Jungen erschießen.[114]
- Nowy Urengoi/Russland: Beim Absturz eines Hubschraubers vom Typ Mil Mi-8 kommen 19 Menschen ums Leben. Darunter Mitarbeiter eines Subunternehmens des staatlichen Erdölkonzerns Rosneft.[115]

### Sonntag, 23. Oktober 2016

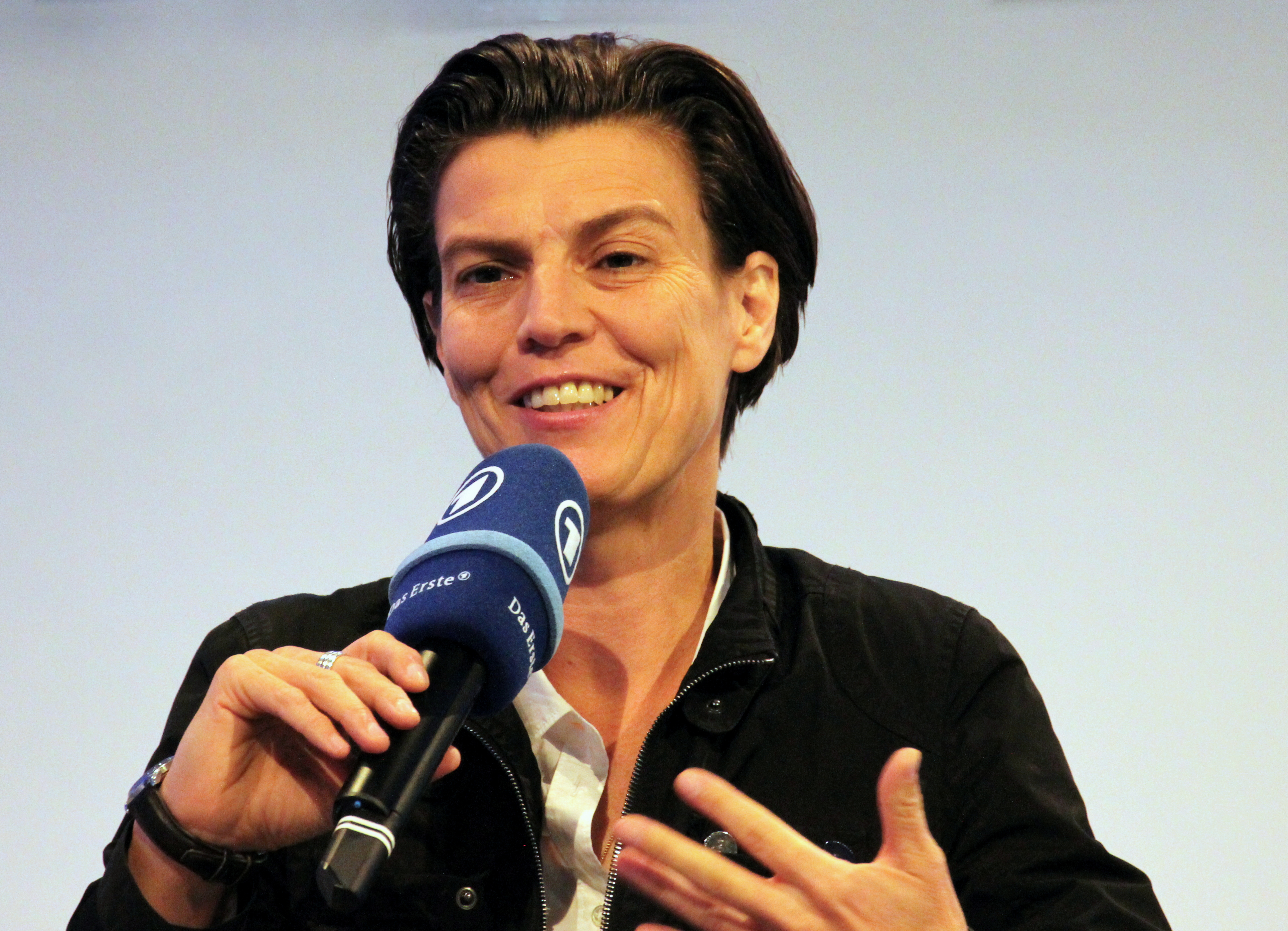
Carolin Emcke

- Afyonkarahisar/Türkei: Der türkische Justizminister Bekir Bozdağ gibt bekannt, dass infolge des Putschversuchs im Juli 2016 Ermittlungen gegen 82.000 Menschen laufen und 35.000 Verdächtige sich in Untersuchungshaft befinden. Weitere 4.000 Menschen werden noch gesucht. Außerdem wurden mehr als 50.000 Mitarbeiter des öffentlichen Dienstes per Dekret entlassen.[116]
- Arcahaie/Haiti: Bei einer Meuterei in einer Haftanstalt sterben ein Wärter sowie ein Häftling und 172 zum Teil bewaffneten Häftlingen gelingt der Ausbruch. Blauhelmsoldaten der MINUSTAH-Mission unterstützen die Sicherheitskräfte bei der Suche nach den Flüchtigen.[117]
- Calais/Frankreich: Vor dem Flüchtlingslager im Dschungel von Calais mit offiziell 6.500 Bewohnern ziehen Polizeieinheiten auf, da das Lager von morgen an geräumt wird und die Migranten mit Bussen in Aufnahmezentren im ganzen Land gebracht werden sollen. Bei den Ausschreitungen werden die Polizisten mit Steinen attackiert, die wiederum Tränengas einsetzen.[118]
- Frankfurt am Main/Deutschland: Die deutsche Journalistin Carolin Emcke erhält den Friedenspreis des Deutschen Buchhandels.[119]
- Odisha/Indien: In dem Bundesstaat im Osten Indiens tötet die Polizei 24 Naxaliten in einem paramilitärischen Ausbildungslager der Maoisten.[120]
- Sanaa/Jemen: Nach dem Ende der Waffenruhe fliegt die von Saudi-Arabien angeführte Militärallianz in der laufenden Intervention im Jemen erneut mehrere Luftangriffe. In den Regionen Al-Dschauf, Ma'rib, Sa'da und Taizz wurden mehrere Stellungen der Huthi-Rebellen angegriffen. Über die Zahl der Opfer liegen keine Angaben vor.[121]
- Vilnius/Litauen: Nach den Stichwahlen der Parlamentswahl in Litauen 2016 verfügt der Bund der Bauern und Grünen über 54 der 141 Sitze im Parlament und ist nun stärkste Kraft.[122]

### Montag, 24. Oktober 2016
- Bangui/Zentralafrikanische Republik: Bei Protesten gegen die Multidimensionale Integrierte Stabilisierungsmission der Vereinten Nationen in der Zentralafrikanischen Republik (MINUSCA) werden vier Menschen getötet und 14 verletzt, darunter vier Blauhelmsoldaten.[123]
- Calais/Frankreich: Das Flüchtlingslager Dschungel von Calais wird geräumt. Es ist das größte der vielen seit 2002 bestehenden wilden Migrantencamps rund um den Eingang zum Eurotunnel.[124]
- Luqa/Malta: Ein vom französischen Verteidigungsministerium gechartertes Aufklärungsflugzeug vom Typ SA227-AT Merlin IVC der luxemburgischen CAE Aviation mit Ziel Misrata, Libyen, stürzt kurz nach dem Start bei Kirkop ab. Alle fünf französischen Insassen kommen ums Leben.[125]
- Mainz/Deutschland: In einer Sendung des ZDF kündigt Horst Seehofer seinen Rücktritt vom Parteivorsitz der CSU im Jahr 2017 an.[126]
- Quetta/Pakistan: Unbekannte Kämpfer mit einem Hintergrund im organisierten Terror dringen in eine Polizei-Akademie ein, nehmen Hunderte Geiseln und töten 48 Personen, zumeist Polizeischüler. Die Behörden sehen Verbindungen zu den Taliban und zu Al-Qaida. Die Gruppe Lashkar-e-Jhangvi reklamiert die Tat für sich.[127]

### Dienstag, 25. Oktober 2016

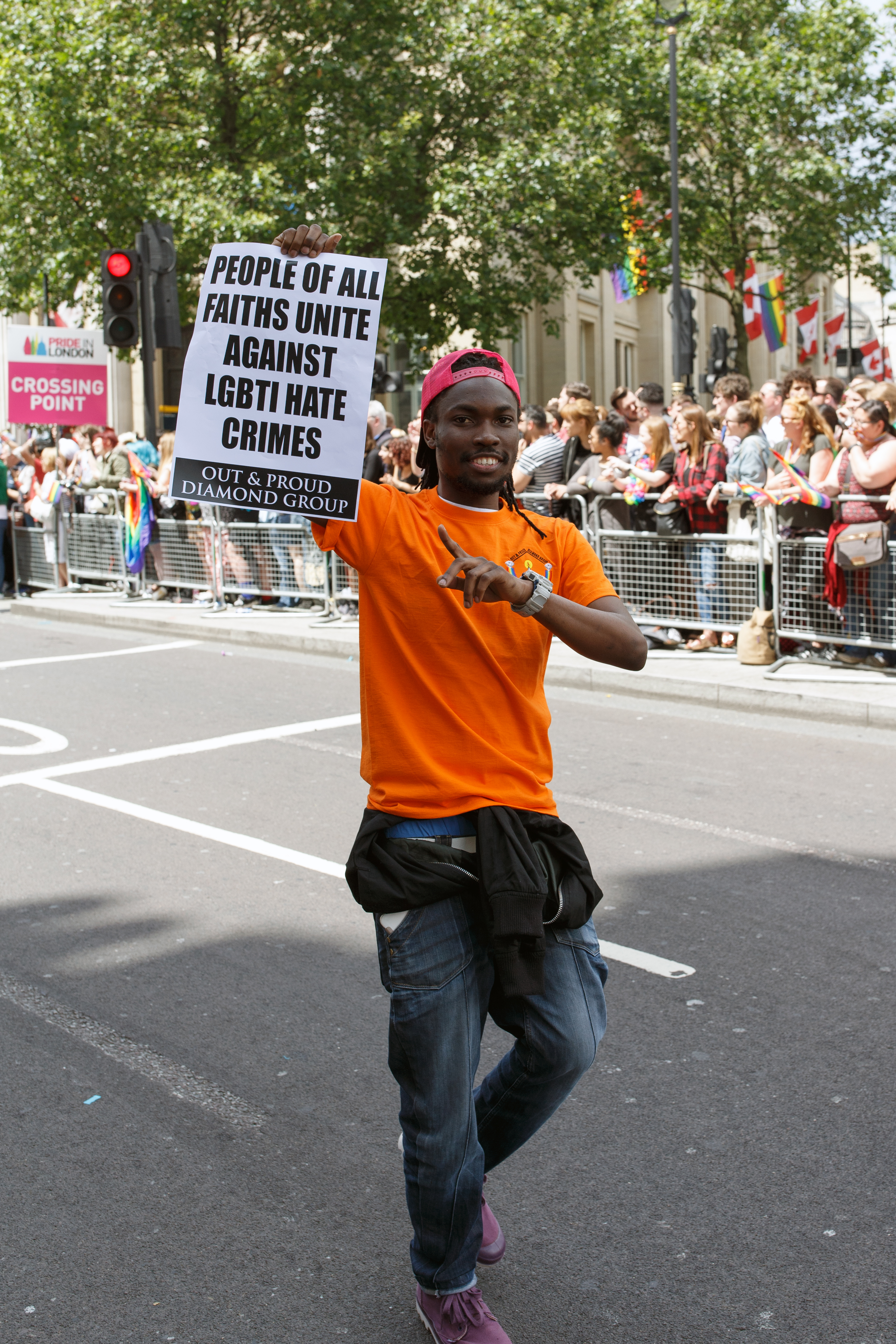
Weltweit wehren sich Menschen gegen die Zunahme der Hasskriminalität, z. B. im Juni in London

- Berlin/Deutschland: Im Abschlussbericht der Umfrage „Bürgerdialog“ stellt die Bundesregierung eine Zunahme der Hasskriminalität um 77 % fest. Die Zahlen bilden zwar die Situation von 2014 bis 2015 ab, doch die Entwicklung ist ungebrochen.[128]
- Karlsruhe/Deutschland: Der Bundesgerichtshof entscheidet, dass es für Kontoüberziehungen keine pauschale Überziehungsgebühr geben darf. Zulässig ist ausschließlich ein Dispokredit.[129]
- London/Vereinigtes Königreich: Für seinen satirischen Roman The Sellout erhält Paul Beatty als erster US-amerikanischer Schriftsteller den Man Booker Prize.[130]
- Luxemburg (Stadt)/Luxemburg: Das Direktorium des Europäischen Stabilitätsmechanismus (ESM) gibt Griechenland weitere Hilfen von 2,8 Milliarden Euro frei. Die Euro-Länder retteten Griechenland im Juli 2015 mit einem dritten Hilfspaket von bis zu 86 Milliarden Euro erneut vor dem Staatsbankrott, durch den nun gefassten ESM-Beschluss erreicht die Auszahlungssumme 31,7 Milliarden Euro.[131]
- Mandera/Kenia: Bei einem Angriff der islamistischen Al-Shabab-Miliz auf das Bishaaro Hotel Boarding and Lodging sterben 12 Menschen.[132]
- San Francisco/Vereinigte Staaten: Es wird in den USA keine Welle von Verbraucherschutz-Klagen wegen betrügerischer Versprechen bei Diesel-Abgaswerten gegen den Volkswagenkonzern geben. Der Richter Charles R. Breyer des Bezirksgerichtes für Nordkalifornien segnet einen Vergleich zwischen Klägern und Hersteller in Höhe von rund 14,7 Milliarden US-Dollar ab.[133]
- Döbeln/Deutschland Eine Brandanschlag in einem Mehrfamilienhaus auf eine syrische Familie fordert 12 Verletzte. Die Tat war vermutlich rassistisch-motiviert.

### Mittwoch, 26. Oktober 2016
- Banjul/Gambia: Der gambische Präsident Yahya Jammeh, der sein Land 2015 zu einem „islamischen Staat“ erklärte,[134] will die Kooperation mit dem Internationalen Strafgerichtshof in Den Haag beenden. Auch andere afrikanische Staaten, darunter Kenia, nehmen eine postkoloniale Voreingenommenheit der Behörde wahr.[135]
- Calais/Frankreich: In den frühen Morgenstunden bricht Feuer im wilden Migranten-Lager im Dschungel von Calais aus, das seit Montag geräumt wird. Angesichts der Flammen verlassen die Bewohner das Camp zügig. Es dürfte am Abend vorerst vollständig geleert sein. Ob die Behörden danach gegen eventuelle Rückkehrer vorgehen, ist spekulativ.[136]
- Ghor/Afghanistan: Anhänger der Terrormiliz Islamischer Staat (IS) entführen in der westlichen Provinz Ghor mindestens 33 Zivilisten, auch Kinder, und richten sie allesamt hin. Zwei der rund 100 IS-Kämpfer seien getötet und der Sohn eines Kommandeurs verletzt worden.[137]
- Mossul/Irak: Die Miliz Islamischer Staat richtet in der Stadt 232 Zivilisten hin. Sie weigerten sich, als „menschliche Schutzschilde“ gegen den Einmarsch der irakischen Armee und ihrer Verbündeten herzuhalten.[138]
- Qandala/Somalia: Kämpfer des Islamischen Staats marschieren im Morgengrauen ohne Gegenwehr in die Stadt im autonomen Teilstaat Puntland ein. Am selben Tag fällt die 2.000-Einwohner-Stadt zyeglow in der Region Bakool in die Hände der islamistischen Al Shabaab-Miliz.[139]
- Perugia/Italien: Zwei Erdbeben der Stärke 5,4 Mw und 6.2 Mw erschüttern Mittelitalien. In der Region Marken stürzen mehrere Gebäude ein. Mindestens zwei Personen werden verletzt. Ein Mann stirbt.

### Donnerstag, 27. Oktober 2016
- Brüssel/Belgien: Die Verteidigungsminister der NATO verabschieden für Anfang November 2016 die maritime Operation „Sea Guardian“ zur Unterstützung der European Union Naval Force – Mediterranean (Operation Sophia) vor der Küste Libyens. Die NATO unterstützt die EU bei der Aufklärung und der Logistik. Weitere Themen umfassen die Förderung der irakischen Streitkräfte im Irak ab Januar 2017, indem auf die Ausbildung irakischer Offiziere in Jordanien zurückgegriffen wird. Zudem erörterten die Minister Maßnahmen der NATO zur Stärkung der Abschreckung und Verteidigung einschließlich des Einsatzes von vier multinationalen Bataillonen in den baltischen Staaten und Polen unter der Leitung von Kanada, Deutschland, Großbritannien und den Vereinigten Staaten.[140]
- Brüssel/Belgien: Der Staat und die Vertreter der Regionalregierungen einigen sich auf Zusatzformulierungen für das europäisch-kanadische Freihandelsabkommen CETA. Mit der Einigung ist Belgien wieder handlungsfähig, aber die Europäische Union muss die Absegnung des neuen Vertragstexts durch die übrigen Mitgliedstaaten abwarten. Eine Meinungsumfrage am selben Tag zeigt, dass 70 % der Wallonen die Blockadehaltung ihres Ministerpräsidenten Paul Magnette gegenüber dem alten Entwurf gutheißen.[141][142]
- Köln/Deutschland: Das fliegende Personal der Fluggesellschaften Eurowings und Germanwings streikt. 380 Linienflüge werden gestrichen.[143]

### Freitag, 28. Oktober 2016
- Aleppo/Syrien: Die islamistisch-salafistische Rebellengruppe Dschaisch al-Fatah, zu der auch die Ahrar al-Scham und die Al-Nusra-Front gehören, greift den von den syrischen Streitkräften gehaltenen Westteil der Stadt sowie den internationalen Flughafen Aleppo mit dem Luftwaffenstützpunkt Nayrab an. Nach Angaben der SOHR feuern die Rebellen „hunderte“ Geschosse ab, töten dabei mindestens 15 Zivilisten und verletzen mehr als hundert weitere.[144]
- Belfast/Vereinigtes Königreich: Richter Paul Maguire vom High Court of Justice Nordirlands weist die Anfechtungsklage eines nordirischen Parteienbündnisses gegen den EU-Austritt des Vereinigten Königreichs zurück, der ab 2017 mit der Europäischen Union verhandelt werden soll.[145]
- Brüssel/Belgien: Das Regionalparlament Walloniens in Namur gibt der belgischen Regierung seine Zustimmung zur Unterzeichnung des europäisch-kanadischen Freihandelsabkommens CETA. Der belgische Außenminister Didier Reynders setzt daraufhin seine Unterschrift unter das Abkommen. Sollte Belgien in Zukunft zunehmende Konkurrenz für seine Landwirte feststellen, kann es nach den Anpassungen des Vertrages eine Schutzklausel beanspruchen. Des Weiteren kann der Europäische Gerichtshof (EuGH) angerufen werden, um die Regelungen der Investitionsschiedsverfahren zwischen Unternehmen und Staaten zu prüfen.[146]
- Hobart/Australien: Die Kommission zur Erhaltung der lebenden Meeresschätze der Antarktis (CCAMLR) einigt sich auf ein 35-jähriges Verbot der kommerziellen Fischerei im Rossmeer. Das Meeresschutzgebiet Rossmeer umfasst 1,55 Millionen km².[147]
- Washington, D.C./Vereinigte Staaten: Ausgelöst von neuen Erkenntnissen im Verfahren gegen den ehemaligen demokratischen Kongressabgeordneten Anthony Weiner kündigt die zentrale Sicherheitsbehörde FBI Ermittlungen gegen die Kandidatin der Demokraten für die Wahl zum 45. US-Präsidenten Hillary Clinton an. Die Untersuchungen könnten sich bis zum Wahltag am 8. November 2016 und noch länger hinziehen. Dieses Szenario wollten die Demokraten seit Beginn der Anschuldigungen gegen Clinton vermeiden.[148][149]

### Samstag, 29. Oktober 2016
- Al-Hudaida/Jemen: Bei Luftangriffen der von Saudi-Arabien angeführten Militärallianz in der laufenden Intervention im Jemen wird eine Haftanstalt getroffen. Mindestens 60 Menschen kommen ums Leben. Die Militärkoalition gibt an, die Haftanstalt werde von den Huthi-Rebellen als Kommandozentrale genutzt.[150]
- Berlin/Deutschland: Die Deutsche Bahn bewegt zum letzten Mal einen Autoreisezug über das heimische Schienennetz. Der erste Zug dieser Art verkehrte 1930.[151]

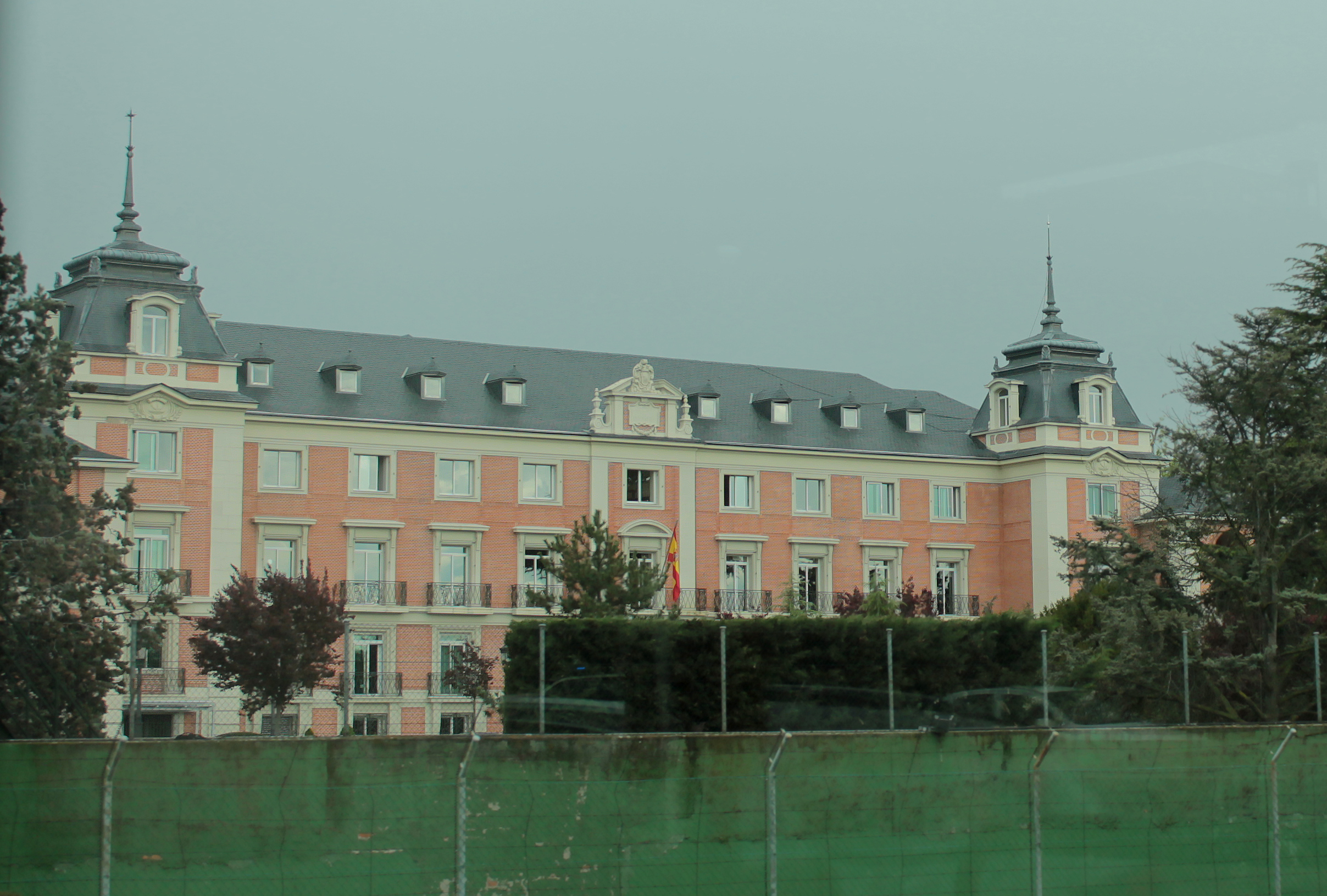
Amtssitz des spanischen Regierungschefs

- Madrid/Spanien: Bei der dritten Abstimmung im Parlament zur Wahl eines neuen Präsidenten toleriert die sozialistische Partei (PSOE) eine neue Regierungsbildung durch den seit Dezember 2015 geschäftsführend amtierenden Regierungschef Mariano Rajoy. Dessen konservative Partido Popular erreichte bei der Neuwahl im Juni nur 33 % der Stimmen und fand anschließend keinen Koalitionspartner.[152]
- Obigarm/Tadschikistan: Am Fluss Wachsch beginnen offiziell die Bauarbeiten für den Rogun-Staudamm. Dafür sitzt Präsident Emomalij Rahmon persönlich am Steuer einer Planierraupe.[153]
- Reykjavík/Island: Bei der vorgezogenen Parlamentswahl verliert die Fortschrittspartei 16 % im Vergleich zur Wahl 2013 (nach ersten Hochrechnungen). Zur stärksten Kraft werden die Unabhängigen mit über 30 %. Die Neuwahl wurde angesetzt, weil im Zuge der Panama-Papers-Affäre Steuerdelikte von hochrangigen Mitgliedern der Fortschrittspartei ans Tageslicht gekommen waren.[154]
- Sinai/Ägypten: Auf der Halbinsel und an anderen Orten des Landes sterben durch Überschwemmungen in Folge heftiger Regenfälle in den letzten Tagen mindestens 18 Menschen.[155]

### Sonntag, 30. Oktober 2016
- Ankara/Türkei, Kuzey Lefkoşa/Nordzypern: Die Umstellung von Sommer- auf Standardzeit entfällt. Die Territorien wechseln aus der osteuropäischen Zeitzone UTC+2 in die „Moskauer Zeitzone“ UTC+3. Künftig beträgt die Zeitverschiebung Mitteleuropas zu ihnen zwei Stunden im Winter und eine Stunde im Sommer. Damit existieren auf der Insel Zypern zwei Zeitzonen.[156]
- Arlington/Vereinigte Staaten: Nach einem Quartalsbericht des Special Inspector General for Afghanistan Reconstruction (SIGAR) der US-Regierung für den US-Kongress sind im Krieg in Afghanistan von Januar bis zum 28. August 2016 insgesamt 5.523 afghanische Soldaten getötet und 9.665 Soldaten verwundet worden. Zudem kontrolliert der Staat nur 258 von 407 Bezirken. 33 Bezirke stehen unter aufständischer Kontrolle oder Einfluss und 116 Bezirke sind umkämpft.[157]
- Brüssel/Belgien: Die Europäische Union und Kanada unterzeichnen das Freihandelsabkommen Comprehensive Economic and Trade Agreement (Ceta).[158]
- Chișinău/Moldau: Der erste Wahlgang der Direktwahl des Staatspräsidenten bringt keinem der Kandidaten die absolute Mehrheit.[159]

Ausschläge der Erdbebenserie

- Riccarton/Vereinigtes Königreich: Der 13-jährige Fußballspieler Karamoko Dembele wird für die U16-Junioren der Scottish Football Association nominiert, um zu verhindern, dass er eine Karriere für England einschlägt.[160]
- Umbrien/Italien: Ein Erdbeben der Stärke 6,5 Mw erschüttert die Region. 20 Personen werden verletzt. Das Epizentrum liegt circa 60 km südlich von Perugia.[161]
- Yamoussoukro/Elfenbeinküste: Die ivorischen Wähler stimmen per Referendum einer neuen Verfassung für ihr Land zu, die Präsident Alassane Ouattara ausgearbeitet hat. Er will damit auch seine eigene Position im Staat stärken.[162][163]

### Montag, 31. Oktober 2016
- Beirut/Libanon: Nach 45 gescheiterten Versuchen seit 2014 glückt der Nationalversammlung die Wahl eines neuen Staatspräsidenten. Das Amt wird nach religiöser Proportionalität an einen Maroniten vergeben und der 83-jährige ehemalige General Michel Aoun soll es nun ausfüllen. Zu Zeiten des libanesischen Bürgerkriegs war er bereits Premierminister des Landes, obwohl er dazu als Maronit nicht berechtigt war.[164]
- Chongqing/China: Durch eine Explosion im Kohlebergwerk Jinshangou werden 33 Bergleute unter Tage eingeschlossen und können später nur noch tot geborgen werden.
- Europa: Die Welle von Angriffen auf zufällige Opfer unter dem Deckmantel der Horrorclown-Mode veranlasst die Polizei zu Schutzhinweisen an die Bevölkerung. Viele Menschen wollen keine Halloween-Veranstaltungen besuchen, um Gefahren zu vermeiden.[165]
- Islamabad/Pakistan: Die Polizei nimmt 1.500 Unterstützer des oppositionellen Politikers und ehemaligen Cricketspielers Imran Khan fest. Seit Tagen gibt es gewalttätige Auseinandersetzungen zwischen Sicherheitskräften und Demonstranten.[166]
- Zuhai/China: Auf einer Flugschau präsentiert die chinesische Luftwaffe erstmals den Tarnkappenbomber Chengdu J-20. Bisher verfügen nur die Vereinigten Staaten und Russland über diese Technik.[167]

## Weblinks

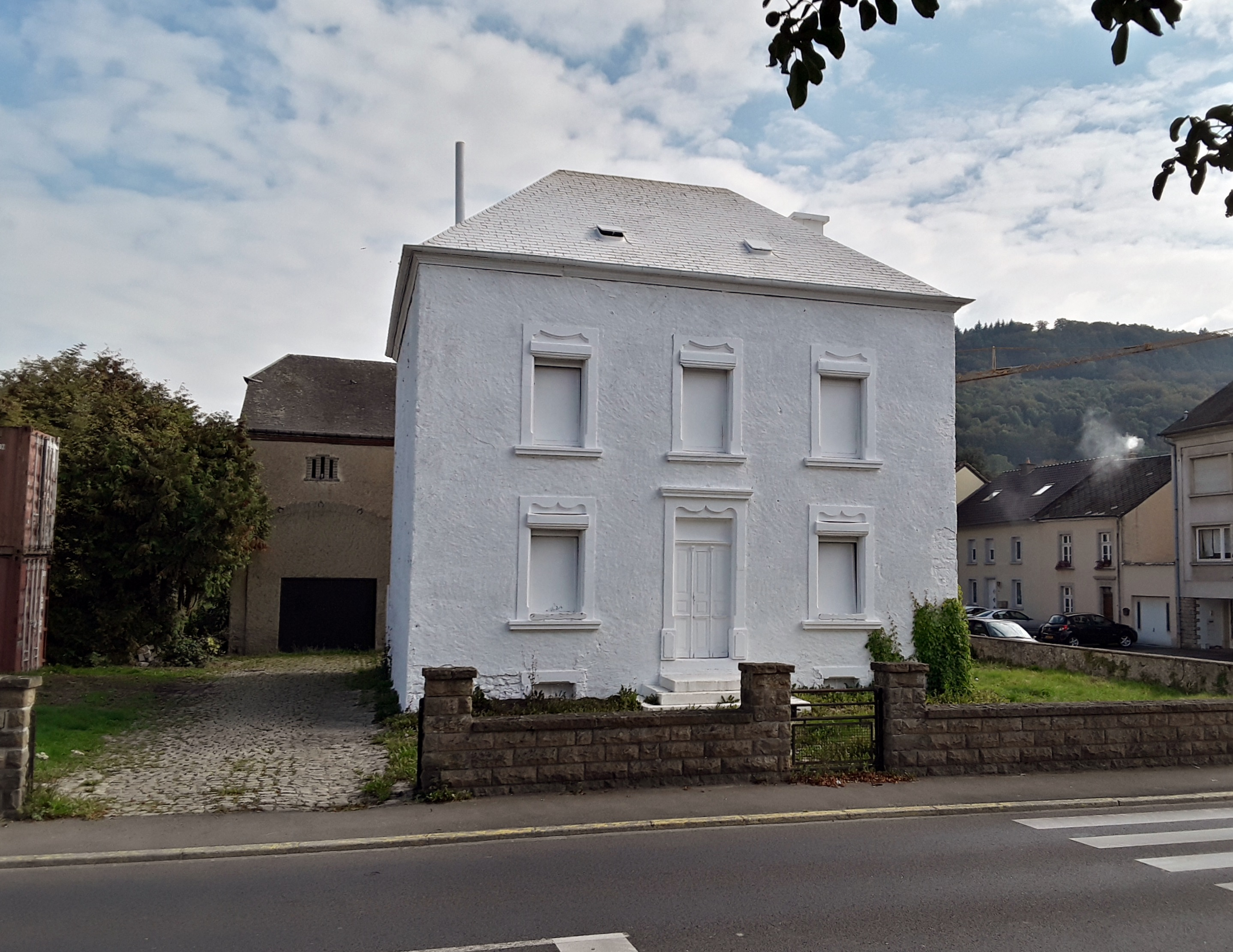
Kanton Mersch im Oktober 2016